# Tramways de l'Ain
Les Tramways de l'Ain est le nom générique donné à un ancien réseau ferroviaire du département de l'Ain, principalement constitué de chemins de fer économiques de type tramway à voie métrique, commencé dès 1879, et développant 485 km de voies à son apogée.
Les lignes, concédées à plusieurs compagnies, forment un réseau sans cohérence, repris par la « Régie Départementale des Tramways de l'Ain » (RDTA) à partir de 1919. Les lignes sont fermées de 1932 à 1954.

## Le premier réseau départemental

Ligne de Saint-Trivier-de-Courtes à Trévoux.

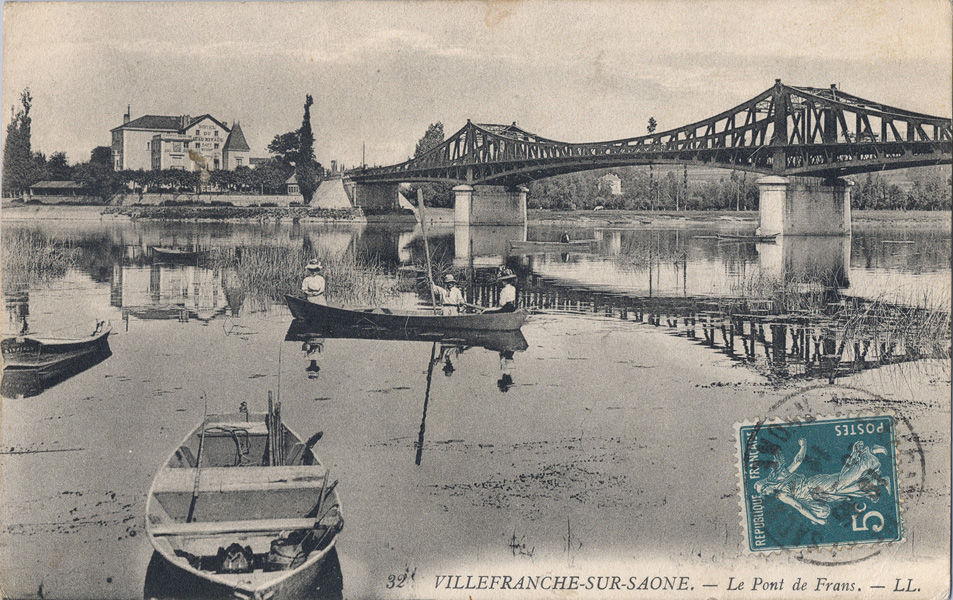
Le Pont de Frans sur la Saône, reliant les réseaux des chemins de fer du Beaujolais et Tramways de l'Ain

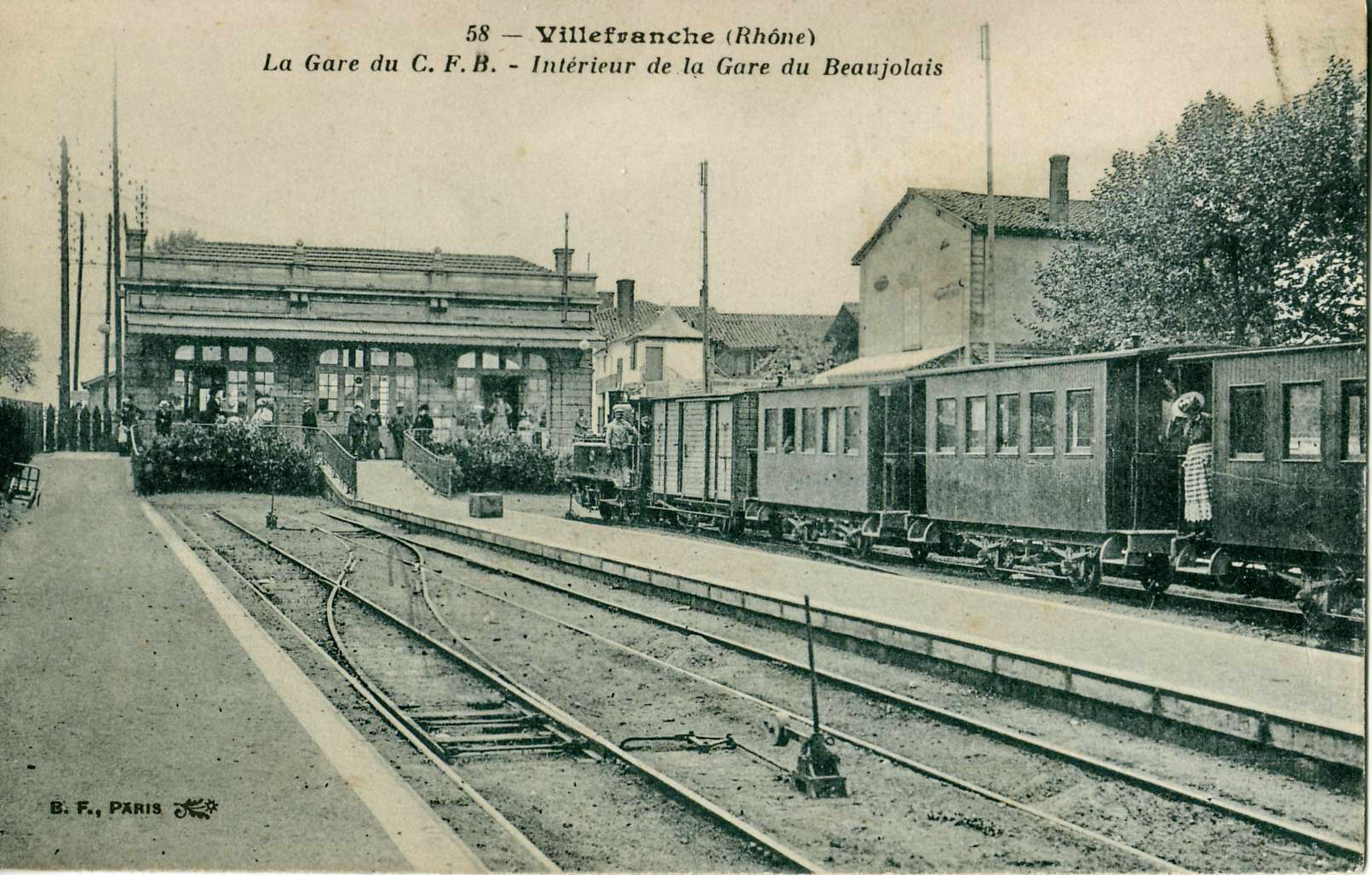
Gare de Villefranche sur Saône, terminus de la ligne de Jassans

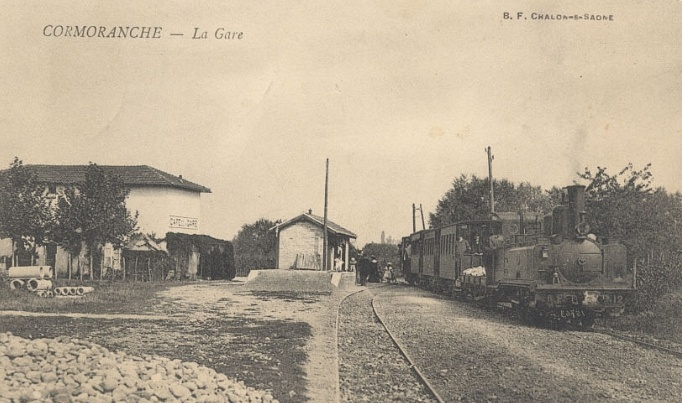
Un train en gare de Cormoranche.

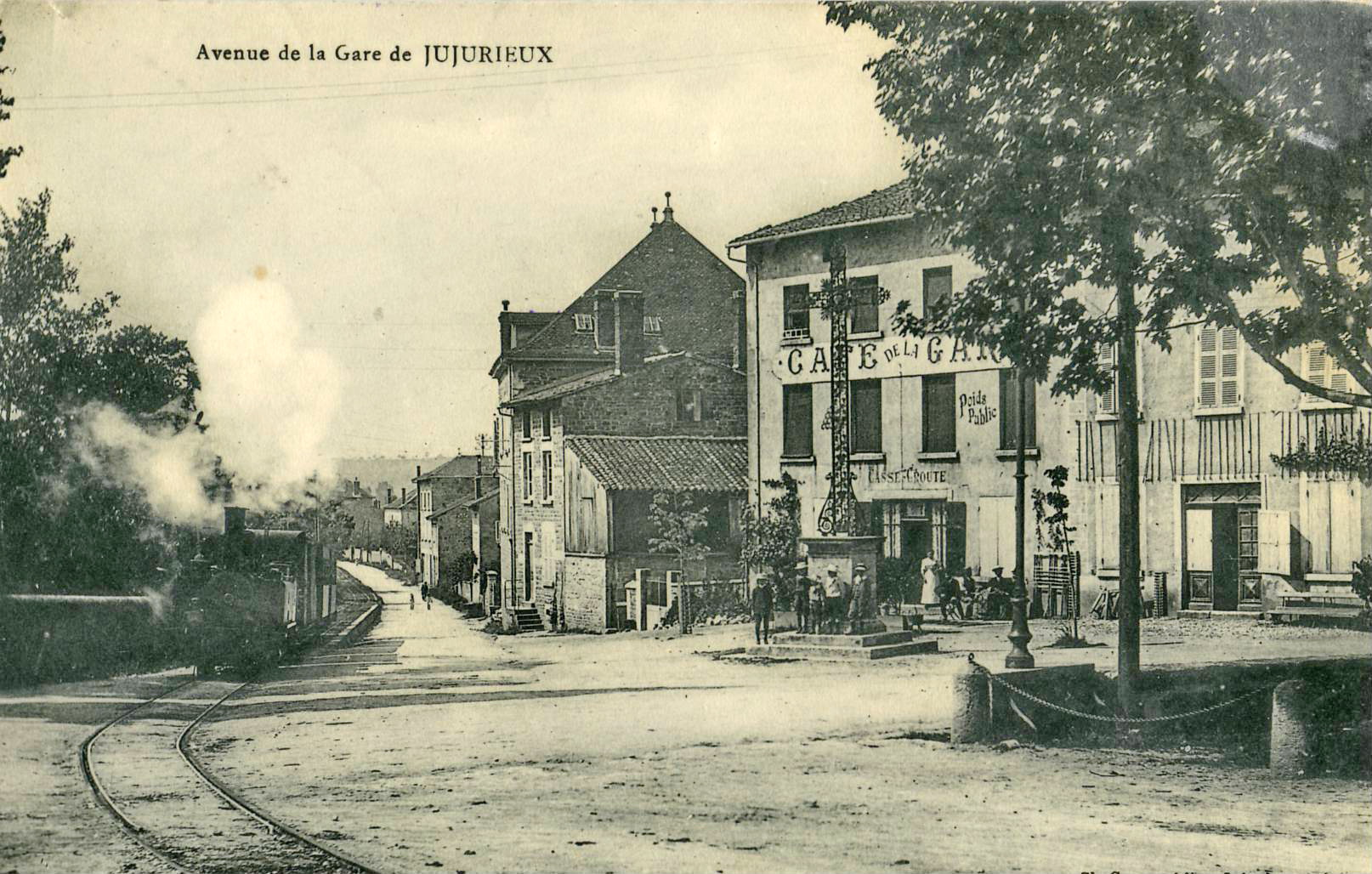
Rame dans une rampe de Jujurieux.

Le Conseil général décide de faire étudier en avril 1890 la création de quatre lignes de « tramway à vapeur sur route » :
- ligne de Trévoux à Saint-Trivier-de-Courtes ;
- ligne de Bourg-en-Bresse au Pont de Frans, s'embranchant en ce dernier point sur la ligne précédente et se prolongeant par elle jusqu'à Trévoux ;
- ligne d'Ambérieu à Cerdon, par Ambronay ;
- ligne de Ruffieu à Artemare ou à Virieu-le-Grand[2].

Après études, ce premier réseau départemental est constitué des lignes suivantes, à voie métrique et traction à vapeur : 
1. ligne de Trévoux à Saint-Trivier-de-Courtes (80,623 km) ;
2. ligne de Bourg-en-Bresse à Frans (46,776 km) ;
3. Ambérieu-en-Bugey à Cerdon (22,953 km) ;
4. Pont-d'Ain à Jujurieux (7,727 km) ;
5. Virieu-le-Grand à Ruffieu (22,821 km) ;
6. Jassans - Villefranche-sur-Saône (3,594 km, dont longueur dans l'Ain : 0,808 km).

Au total, le réseau forme 181,708 km de voies ferrées.

### Compagnie des chemins de fer économiques du Sud-Est (ESE)

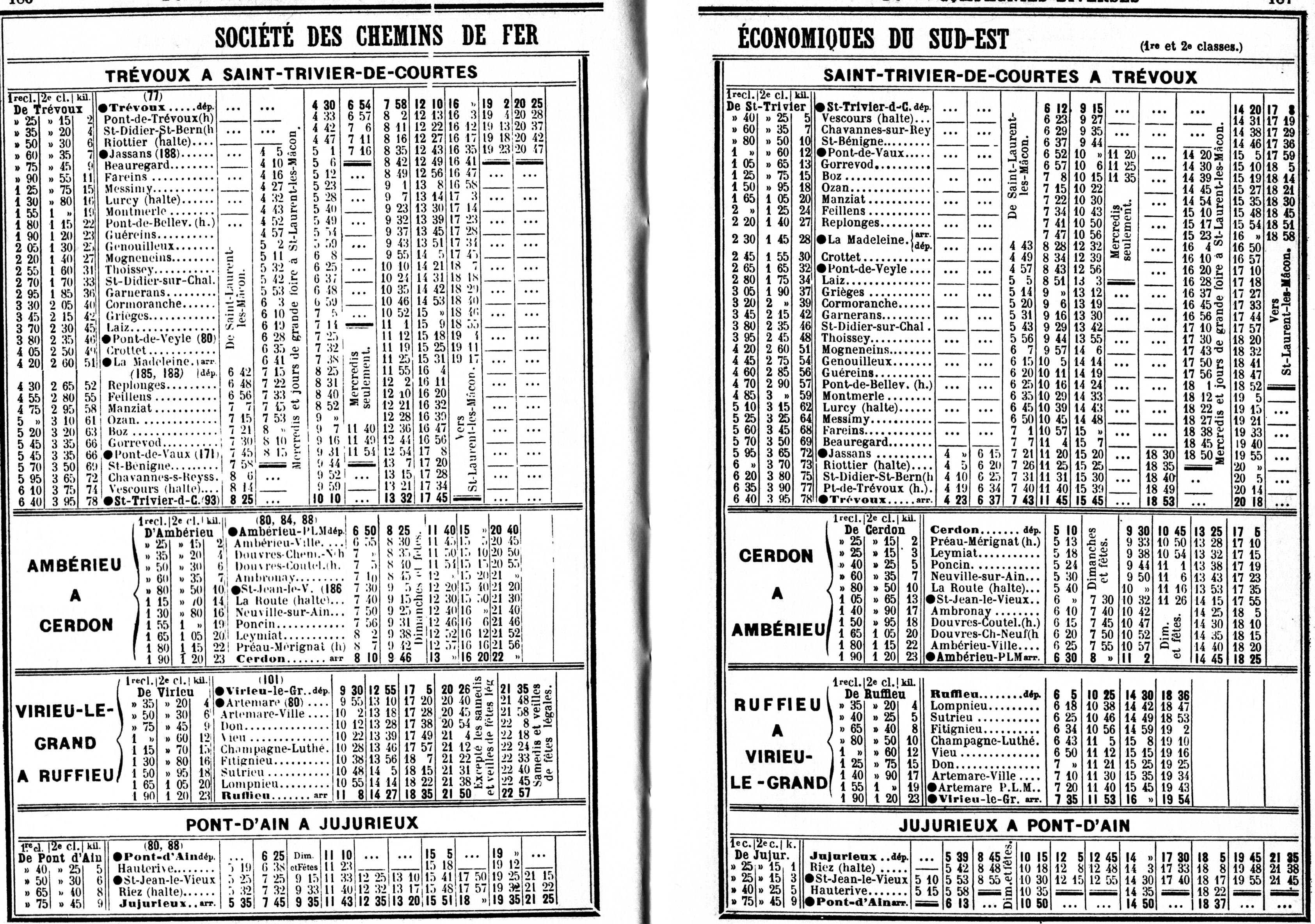
Horaires de la compagnie ESE en mai 1914

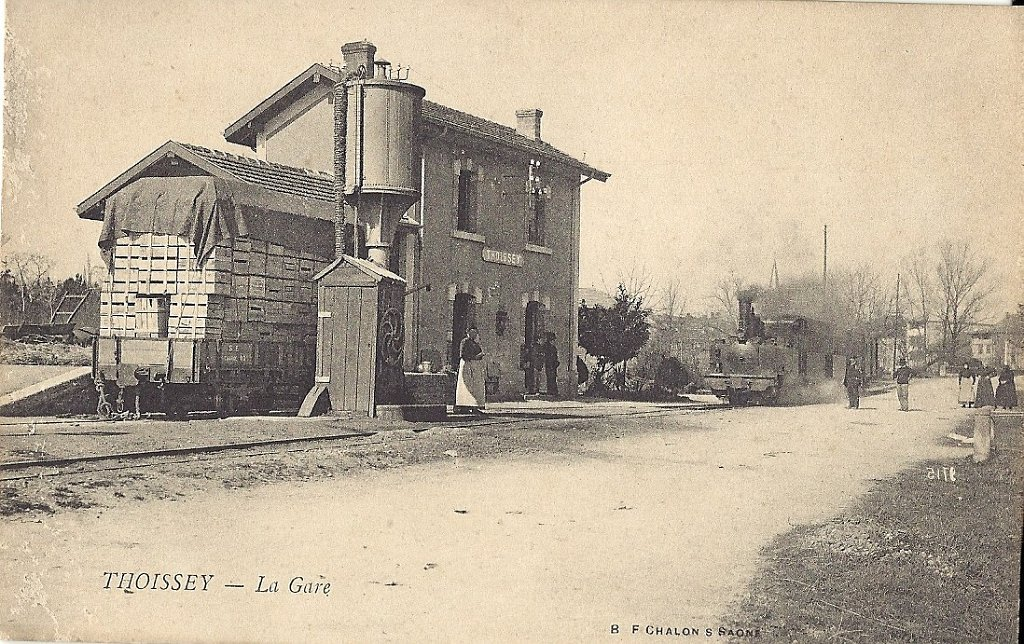
La Gare de Thoissey.

La Société anonyme des Chemins de fer économiques du Sud-Est (ESE), est fondée le 18 novembre 1897 par Monsieur Joseph Jeancard,.
Les 5 premières lignes de ce premier réseau ont été concédées au département par décret du 25 juillet 1894 et rétrocédées à M. Jeancard, suivant une convention de 26 février de la même année.
La sixième ligne a été concédée au département le 23 décembre 1901, pour être rétrocédée à la même Société ESE.
Dans ce cadre, l'ESE ouvre, de 1897 à 1903, 191 km de voies étroites de « type tramway », tracées le plus économiquement possible, en accotement des routes. La compagnie les exploite jusqu'à leur reprise par la régie des Tramways de l'Ain à partir de 1920.

#### Lignes

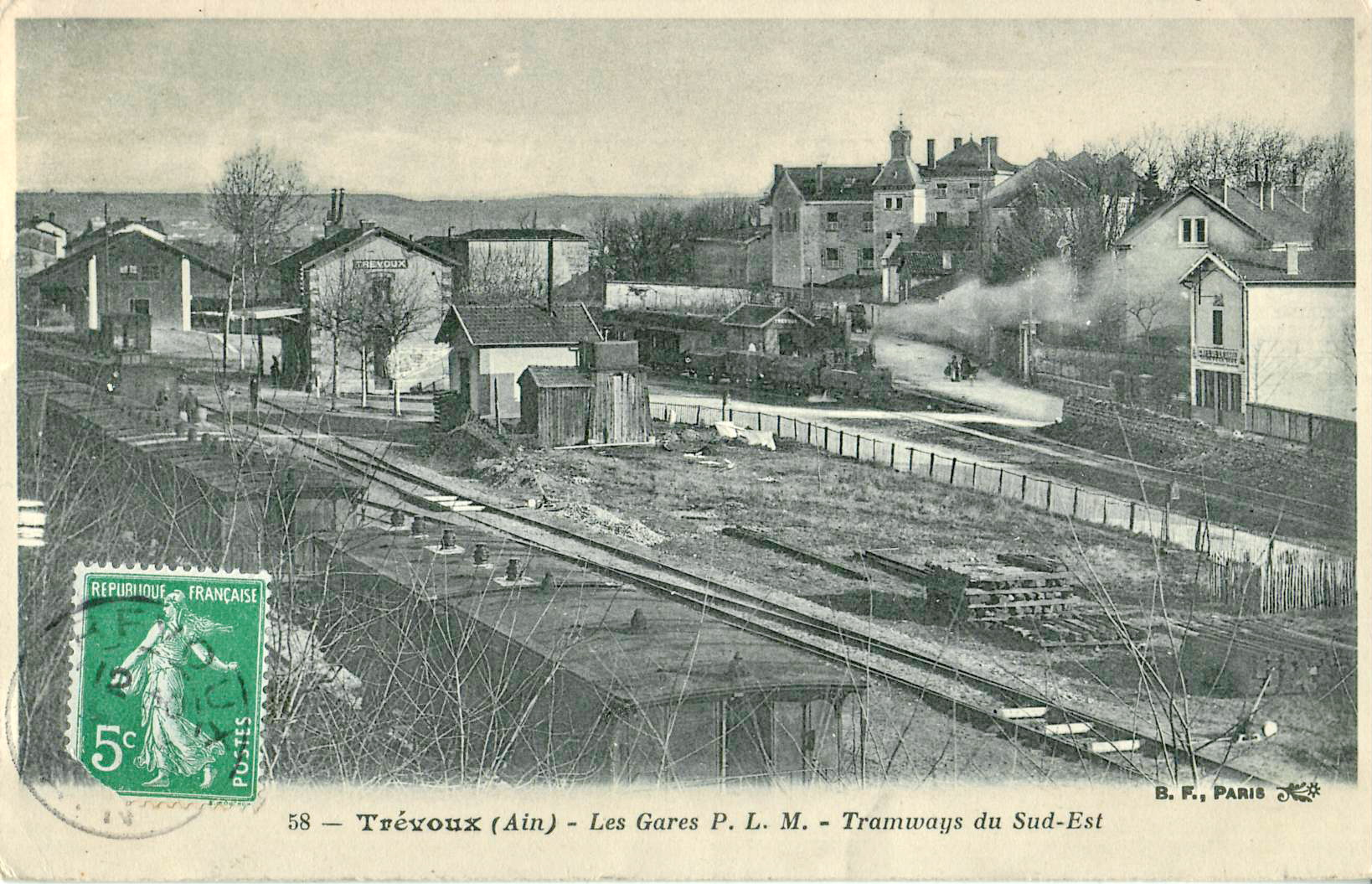
La gare de Trévoux était le terminus de la Ligne de Lyon-Croix-Rousse à Trévoux du PLM, ainsi que de la ligne Trévoux - Jassans de l'ESE.
Les installations du chemin de fer secondaire sont au second plan

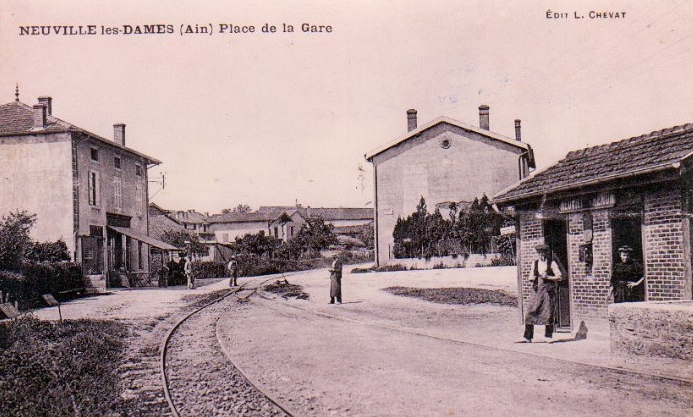
La gare de Neuville-les- Dames.

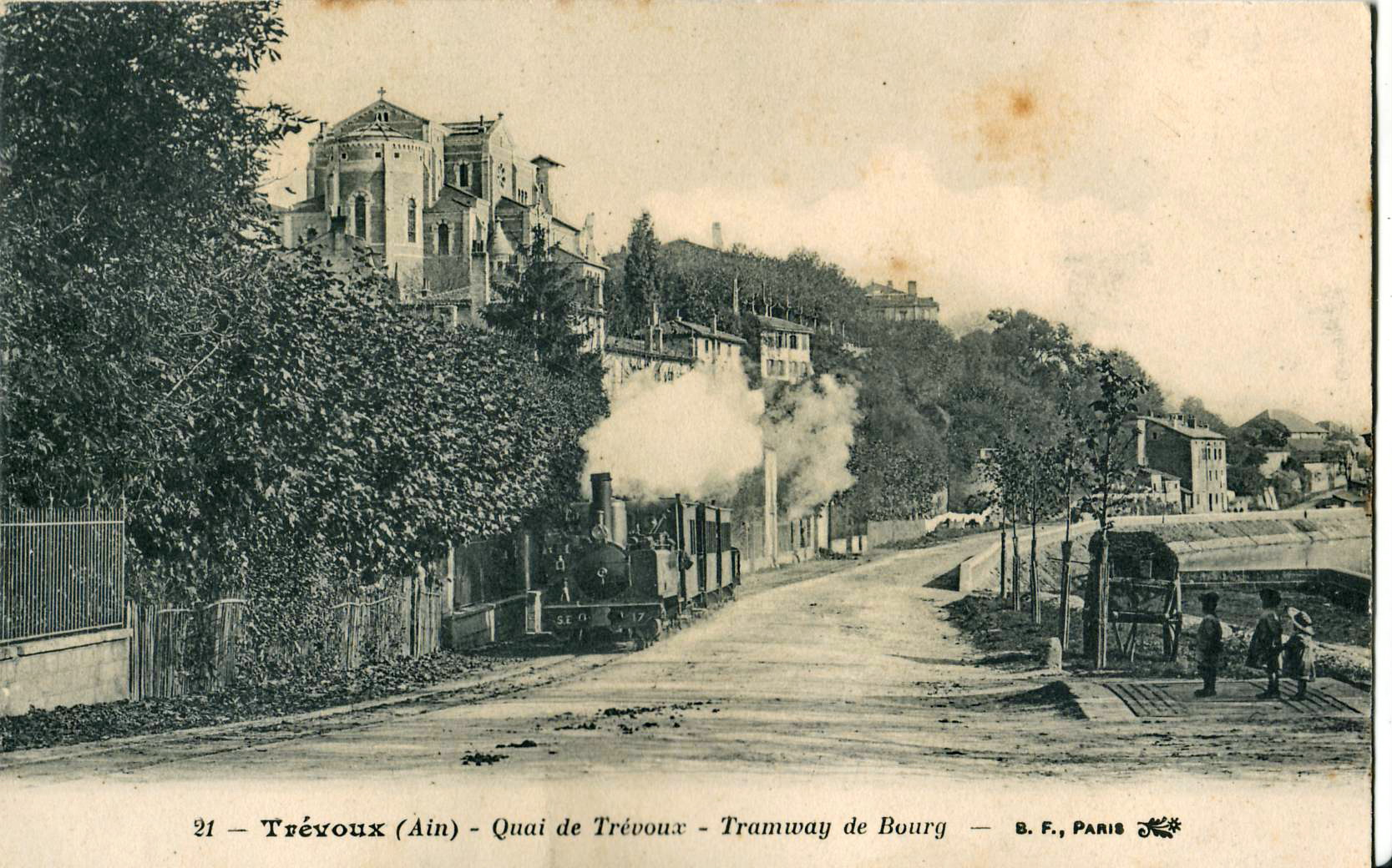
Rame de l'ESE descendant la rampe de Trévoux vers les quais de Saône

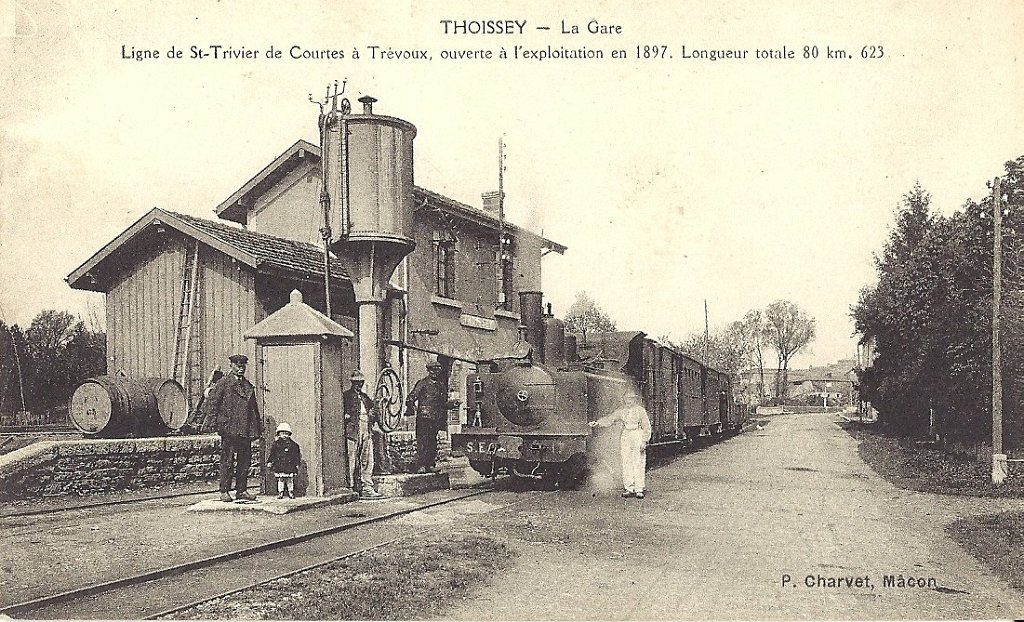
Un train en gare de Thoissey

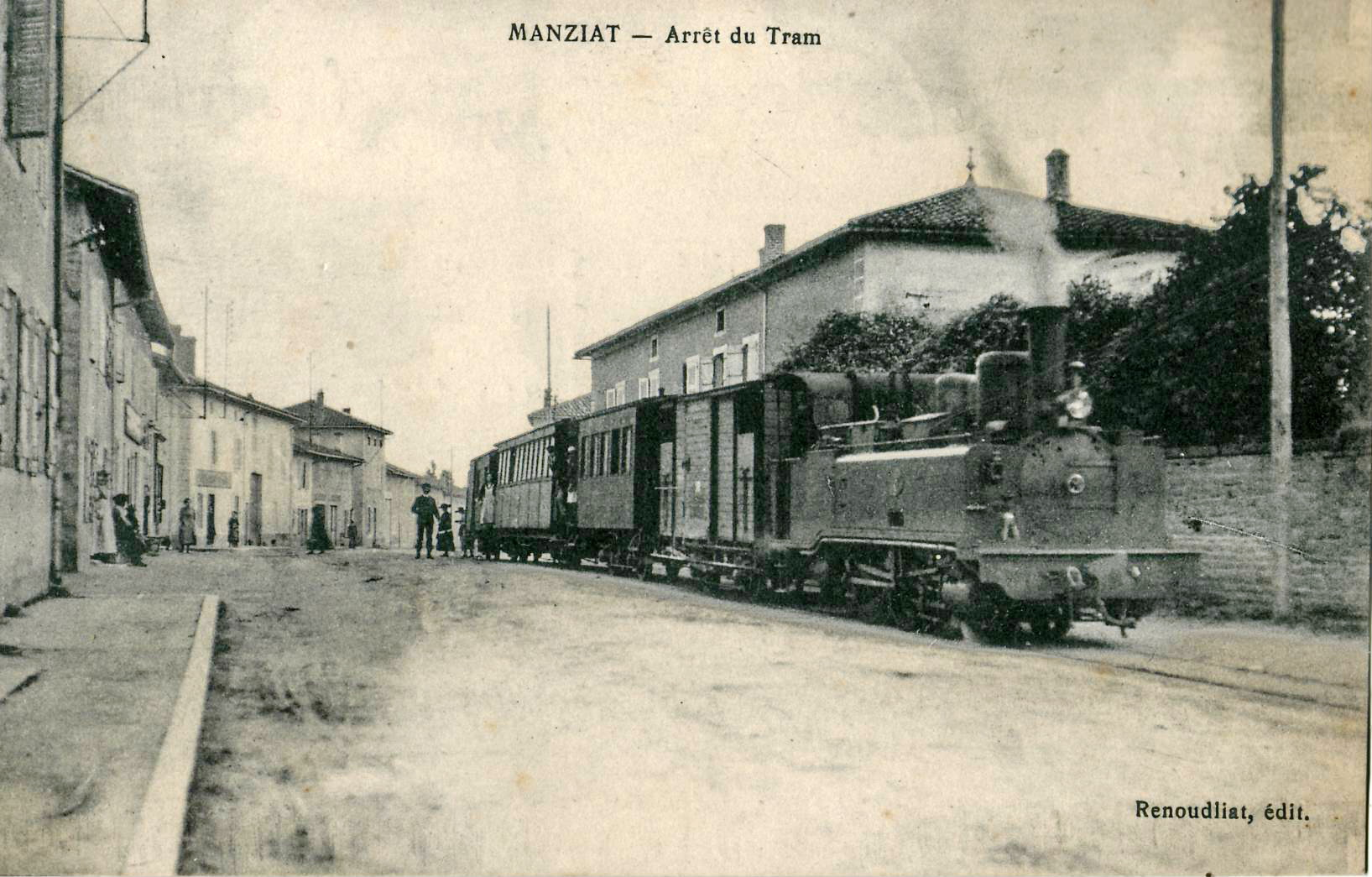
Une rame de l'ESE à Manziat

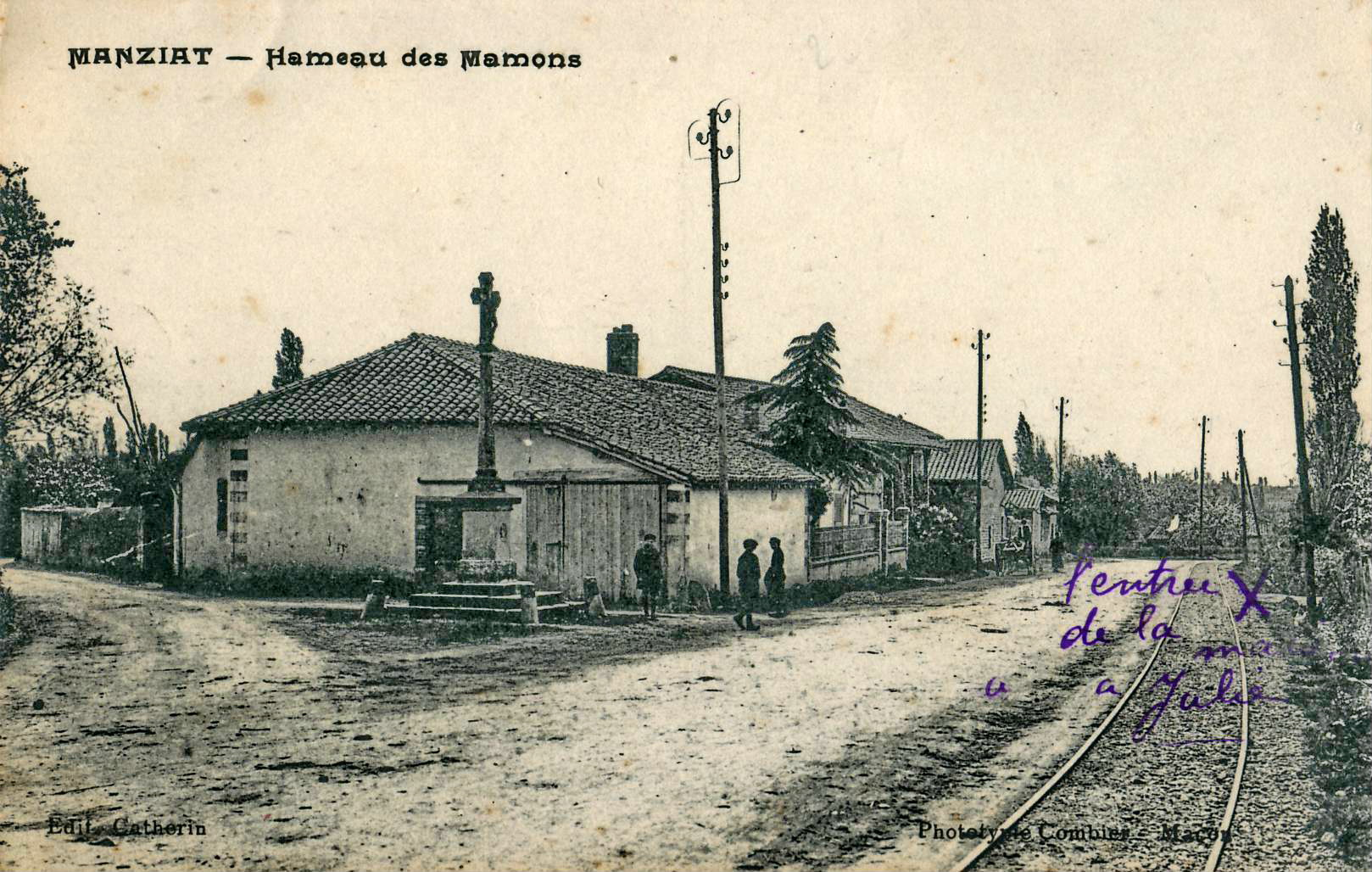
Voie de l'ESE en accotement d'une route, ici au hameau des mamons à Manziat

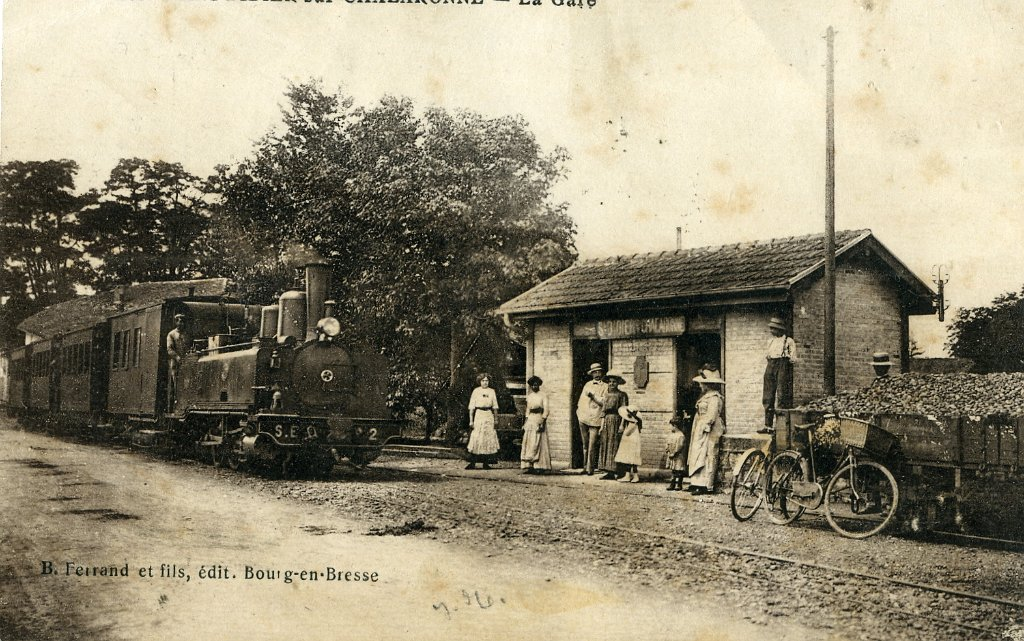
Un train en gare de Didier sur chalaronne

La compagnie ESE ouvre les lignes suivantes :
- Saint-Laurent - Saint-Trivier-de-Courtes, 30 km, ouverte en 1897, fermée en 1936.
- Trévoux - Jassans, 6 km, ouverte en 1897, fermée en 1936.
- Jassans - La Madeleine, 43 km, ouverte en 1898, fermée en 1936.

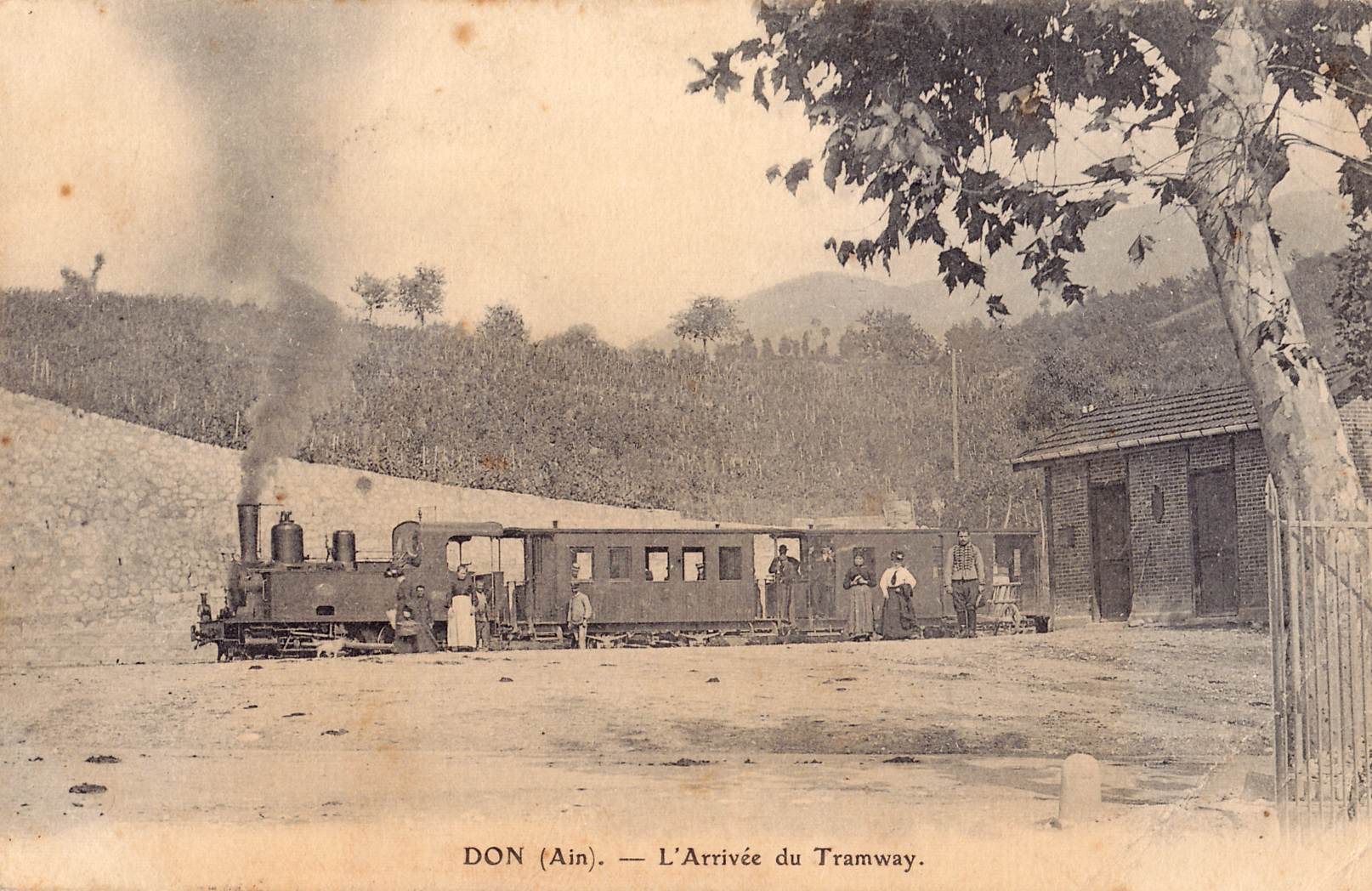
Le tramway arrivant au hameau de Don à Vieu, sur la ligne Virieu-le-Grand - Ruffieu.

- Jassans - Bourg-en-Bresse ESE, 47 km :
  - Jassans - Châtillon-sur-Chalaronne, ouverte en 1897, fermée en 1937.
  - Châtillon-sur-Chalaronne - Bourg-en-Bresse ESE, ouverte en 1898, fermée en 1937.
  - la section de Jassans à Pont-de-Frans ouvre le 23 juin 1903[6].
- Ambérieu - Cerdon, 25 km, ouverte en 1897, fermée en 1951.
- Pont-d'Ain - Jujurieux, 8 km :
  - Pont-d'Ain - Saint-Jean-le-Vieux, 6 km, ouverte en 1897, fermée en 1949.
  - Saint-Jean-le-Vieux - Jujurieux, 2 km, ouverte en 1898, fermée en 1933.
- Virieu-le-Grand - Ruffieu, 23 km, ouverte en 1898, fermée en 1933.

#### Matériel roulant

##### Locomotives
- Locomotives 030T Lucien Corpet (639-654) 1895-96, N° 1 à 16, poids : 14,5 tonnes ;
- Locomotives 030T Lucien Corpet (693-694) 1897-98, N° 17 à 18, poids : 14,5 tonnes ;
- Locomotives 030T Veuve Corpet et L. Louvet (781-783) 1899, N° 51 à 53, poids : 17 tonnes ;
- Locomotives 030T Veuve Corpet et L. Louvet (818) 1900, N° 54, poids : 17 tonnes[7], [8]
Cette machine, exposée à l'exposition universelle de 1900 à Paris, donne lieu à une description dans le rapport du Jury, qui souligne la qualité de la fabrication de la locomotive exposée et construite par les établissements Vve Corpet et L. Louvet de Paris. L'article contient une présentation générale et un plan[9], ainsi qu'un tableau présentant les caractéristiques détaillées[10]

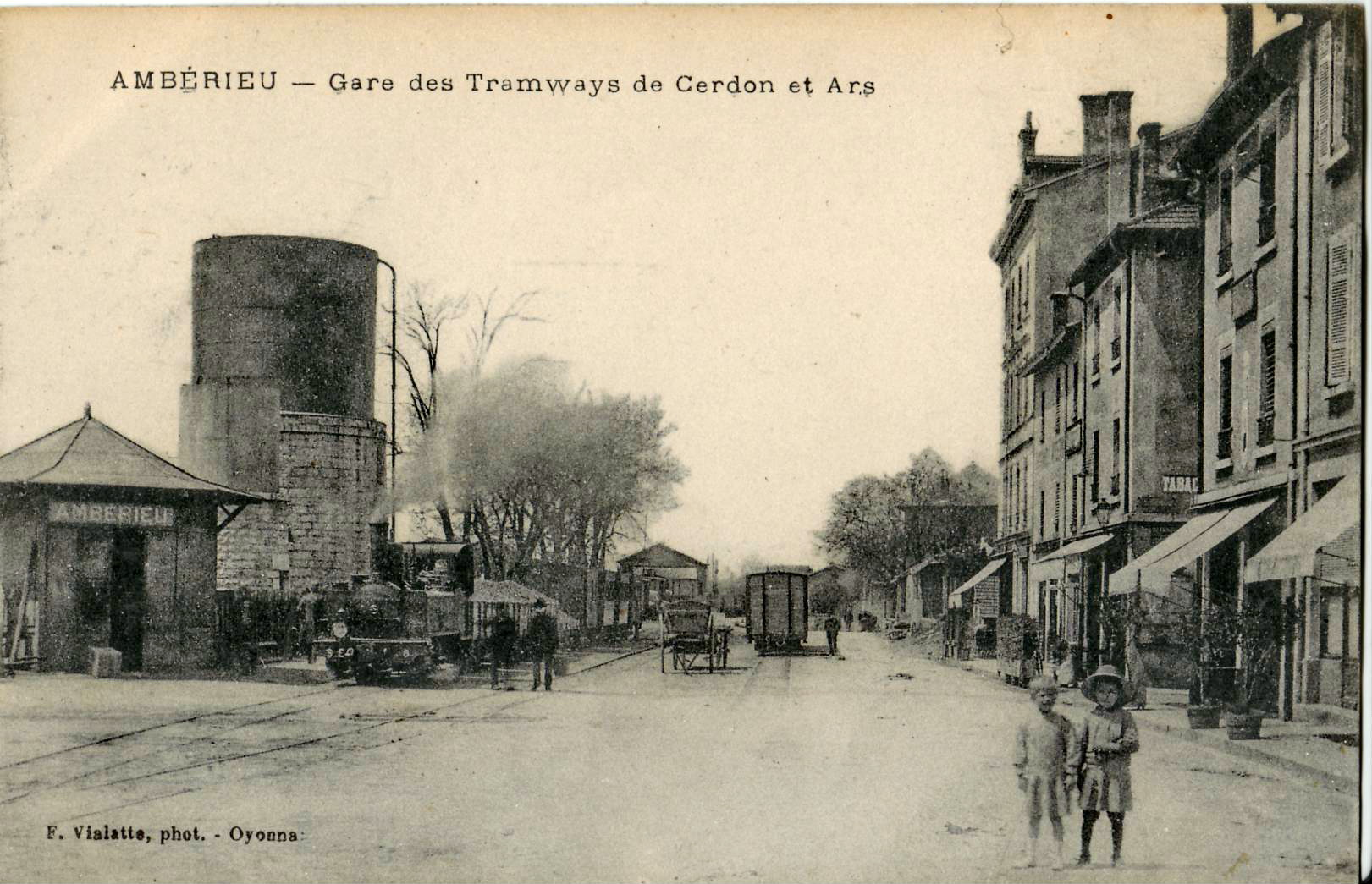
Locomotive Lucien Corpet n°6 ou n°8 en gare d'Ambérieu-en-Bugey

##### Voitures et wagons
- Voitures AB 1re-2e Classe : AB 1 à 11
- Voitures B  2e Classe : B 51 à 71
- Voitures BD 2e Classe fourgon : BD 176 à 182
- Voitures BDP 2e Classe fourgon et compartiment postal : BDP 151-154
- Wagons de marchandises
- 26 couverts
- 58 tombereaux
- 40 wagons plats[11].

### Compagnie des tramways de l'Ain (TA)

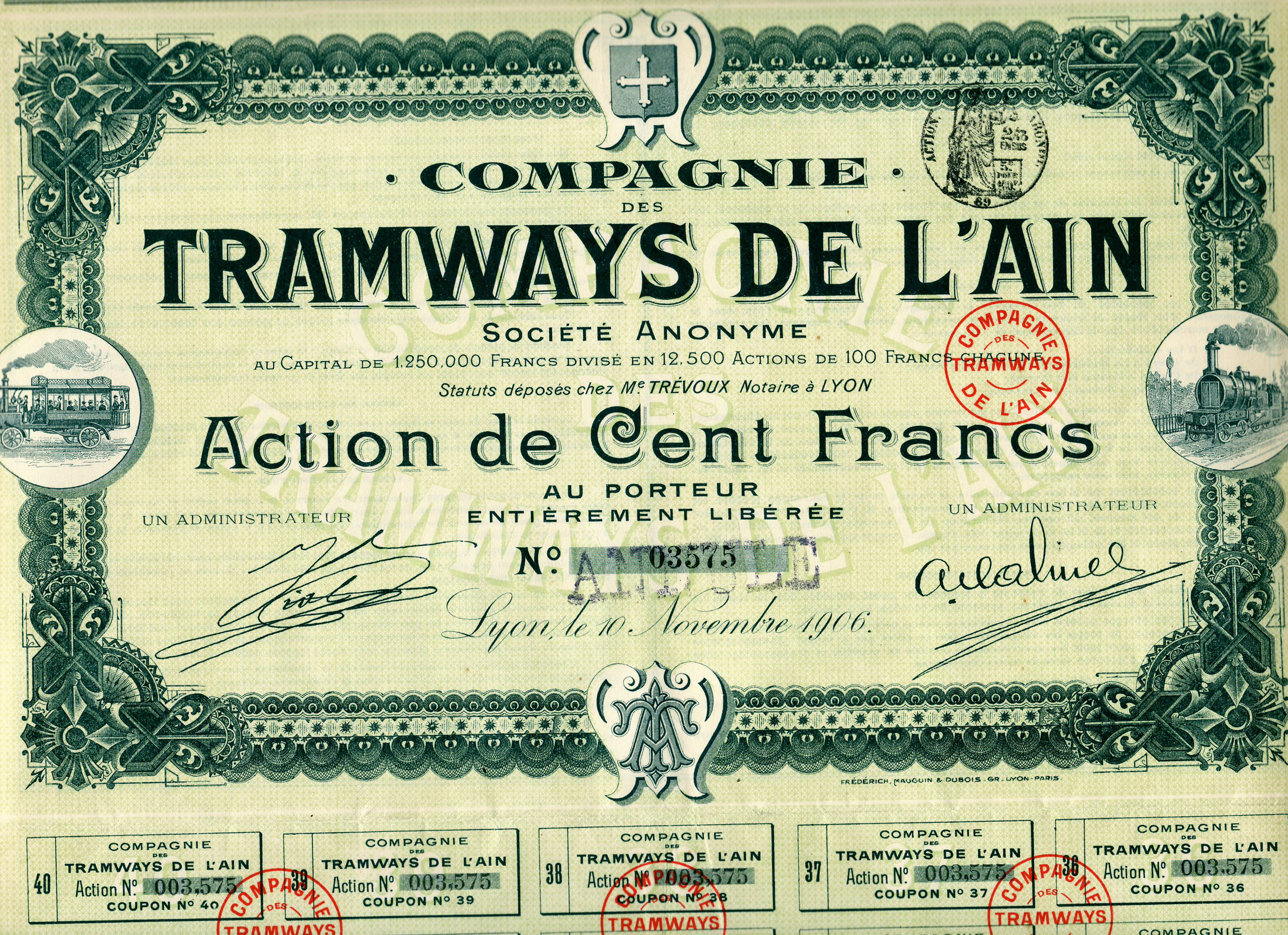
Les compagnies de chemins de fer secondaires étaient des entreprises privées, devant générer des revenus pour leurs investisseurs. Ce n'est qu'après la Première Guerre mondiale que, les conditions économiques étant radicalement différentes et les transports individuels en pleine croissance, ces compagnies se retrouvèrent en grandes difficultés financières et les concédants durent reprendre l'exploitation de leurs réseaux
On voit ici une action de la Cie des Tramways de l'Ain, de 1909

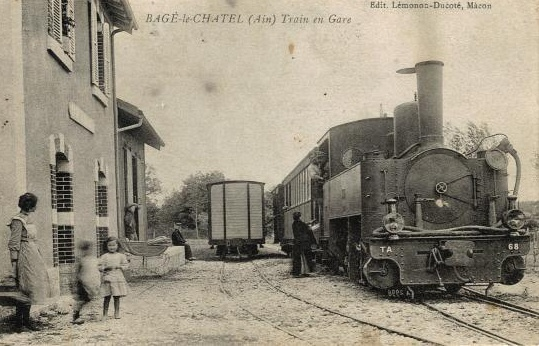
Un train en gare de Bagé le chatel

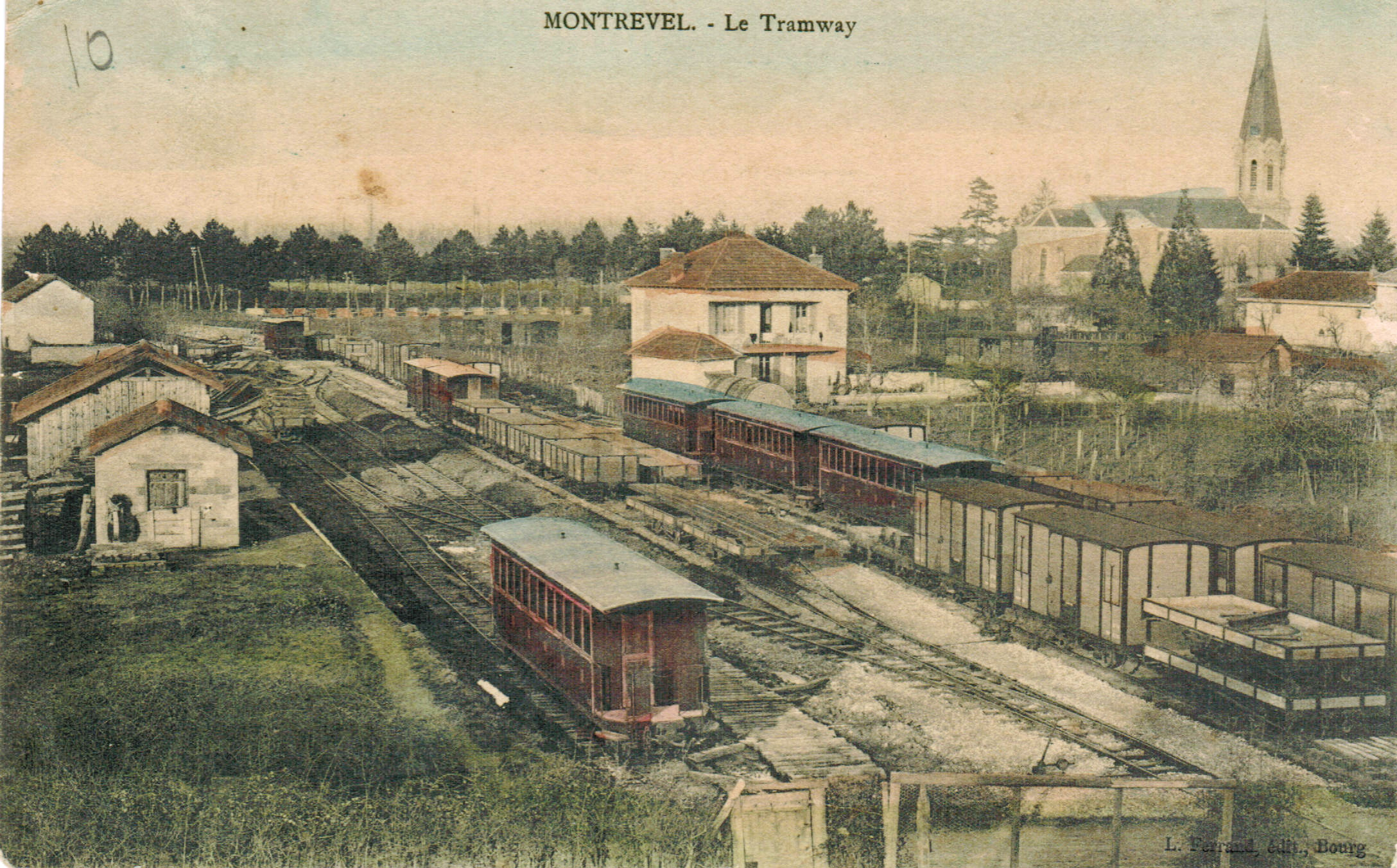
La gare de Montrevel

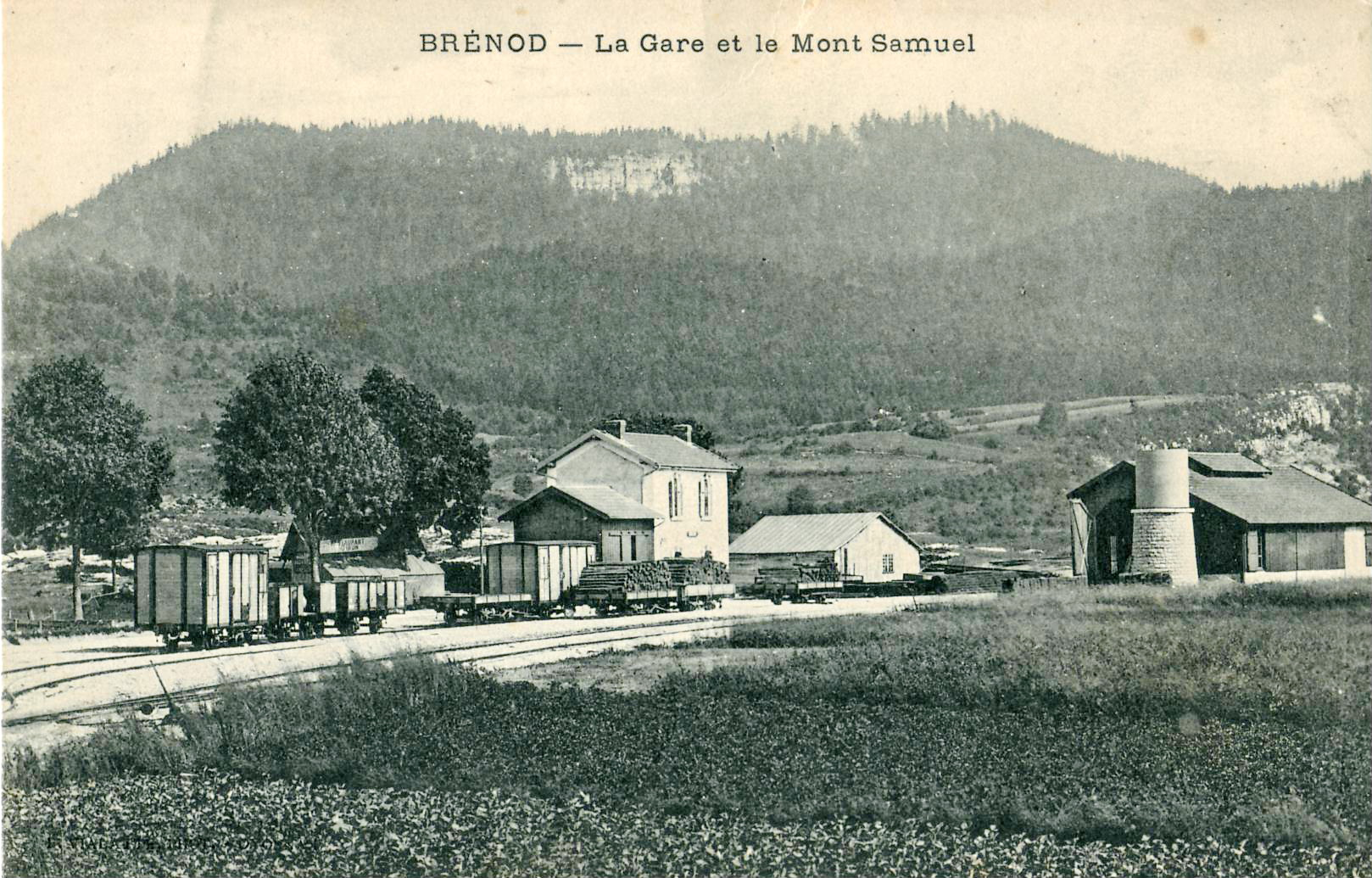
La gare de Brénod

La compagnie des tramways de l'Ain est créé le 26 juin 1906, par monsieur Vial. Cette compagnie, dont le siège est à Lyon, ouvre plusieurs lignes, développant 174 km de voies métriques, au tracé situé le plus souvent possible le long des routes.

#### Lignes
La compagnie des TA ouvre les lignes suivantes :
- Pont-de-Préau - Nantua, 24 km :
  - Pont-de-Préau - Saint-Martin-du-Frêne, 18 km, ouverte en 1911, fermée en 1951 ;
  - Saint-Martin-du-Frêne - Nantua, 6 km, ouverte en 1911, fermée en 1954 ;
- Saint-Martin-du-Frêne - Hauteville, 28 km :
  - Saint-Martin-du-Frêne - Brenod, 18 km, ouverte en 1912, fermée en 1954 ;
  - Brenod - Hauteville, 10 km, ouverte en 1913, fermée en 1954 ;
- Ars - Ambérieu, 49 km, ouverte en 1911, fermée en 1937.
- Bourg-en-Bresse - La Madeleine, 73 km :
  - Bourg-en-Bresse - Treffort, 16 km, ouverte en 1913, fermée en 1938 ;
  - Treffort - Moulins-des-Ponts, 16 km, ouverte en 1914, fermée en 1938 ;
  - Moulins-des-Ponts - Montrevel, 19 km, ouverte en 1914, fermée en 1936 ;
  - Montrevel - La Madeleine, 22 km, ouverte en 1913, fermée en 1936.

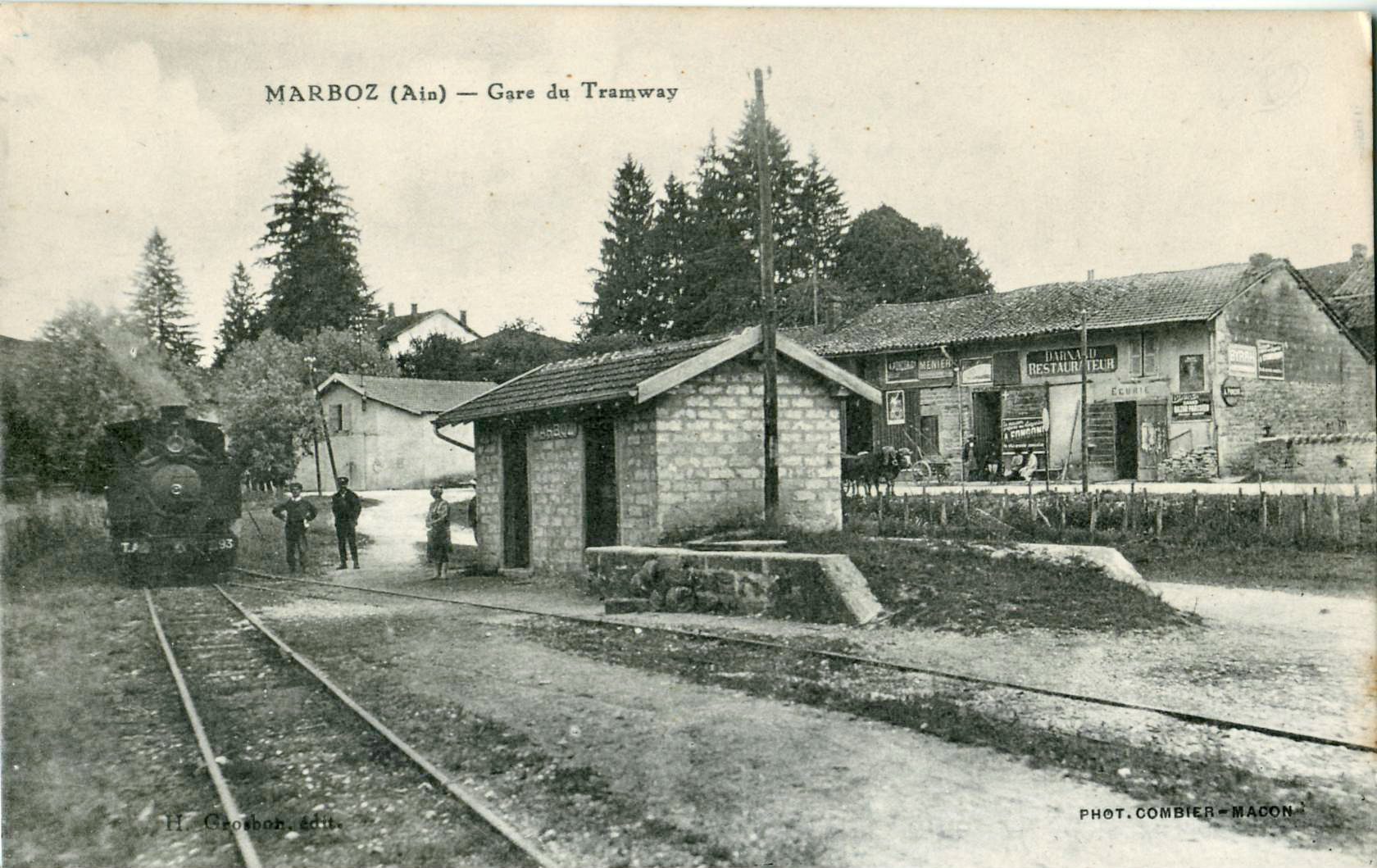
La gare de Marboz, sur la ligne Bourg-en-Bresse - Treffort - Montrevel-en-Bresse - La-Madeleine, avec son petit bâtiment voyageurs et son quai de chargement (locomotive Decauville no 93).

Certaines gares sont communes à la compagnie ESE :
- Ars, la gare est ici contigüe à la station de la compagnie ESE ;
- Pont-de-Préau, la gare est construite à la place d'une halte de la  compagnie ESE.

#### Matériel roulant

##### Locomotives

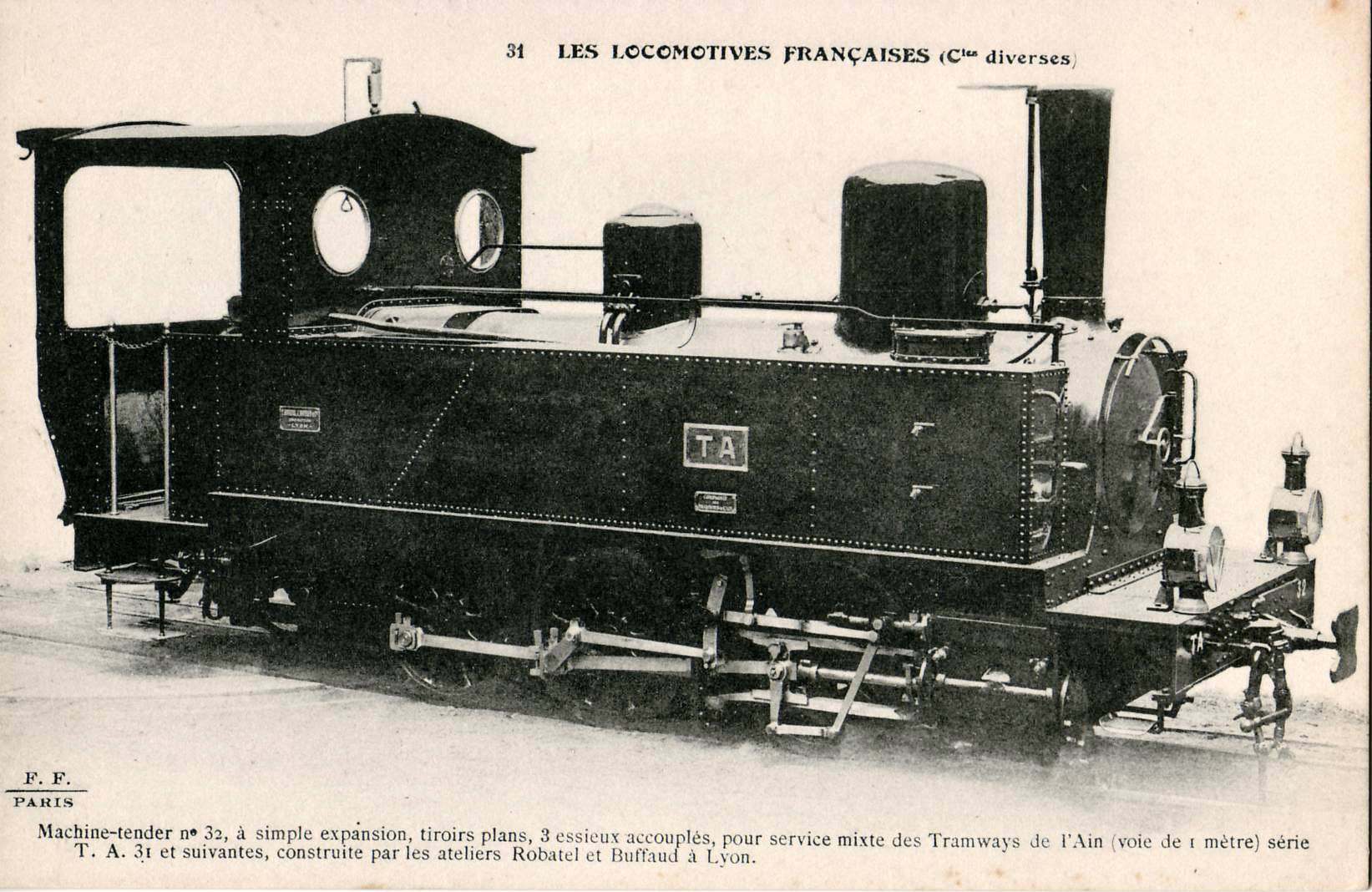
Locomotive Buffaud & Robatel n°32 des Tramways de l'Ain, type 030T, construite en 1905 et acquise par le réseau en 1910

- Locomotives 030T, Buffaud & Robatel 1910, TA N° 31 à 34, 17 tonnes[12]
- Locomotives 030T, Buffaud & Robatel 1910, TA N° 61 à 70, 18,4 tonnes
- Locomotives 030T, Decauville N° 675 à 680 de 1912, TA N° 90 à 95, 15 tonnes[13],[14]

##### Voitures et wagons
- Voitures pour voyageurs :

voitures à bogies 1re et 2e classe : B1 à B7
voitures à bogies de 2e classe : C1 à C7
- Wagons de marchandises :

25 wagons couverts
10 wagons tombereaux
60 wagons plats
24 wagons plats à traverses pivotantes pour le transport du bois.

## La régie départementale des tramways de l'Ain (RDTA)

### La création de la régie départementale
Créée en avril 1918 par le département de l'Ain, la RDTA se substitue à l'administration du séquestre de la Compagnie des Tramways de l’Ain, dont le réseau vient d’être racheté par le département. Elle reprend ensuite l'ensemble des lignes, à voie métrique, suivantes :
- Le chemin de fer de Marlieux à Châtillon
- la compagnie des chemins de fer économiques du Sud Est (ESE)
- La compagnie des tramways de l'Ain
- Le tramway  de Pont de Vaux-Fleurville
- Le tramway de Gex à Ferney Voltaire

et une ligne à voie normale, le chemin de fer du Haut-Rhône.
La régie construit en outre 39 km de sections supplémentaires :
- Bourg-en-Bresse TA - Bourg-en-Bresse ESE, 3 km, ouverte en 1920, fermée en 1938.
- Saint-Trivier-de-Courtes - Cuiseaux, 29 km, ouverte en 1934, fermée en 1938.
- Sault-Brenaz - La Balme, 7 km, à voie normale, ouverte en 1921, fermée en 1937.

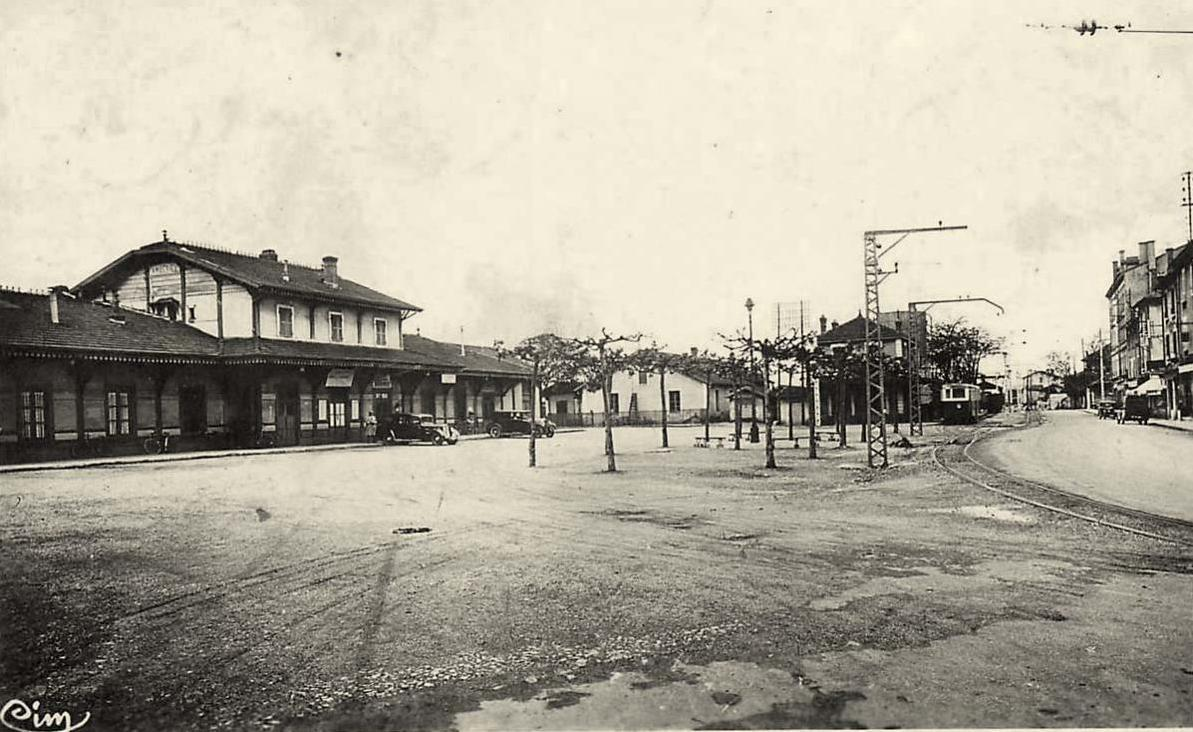
Le tramway en gare d' Ambérieu-en-Bugey.

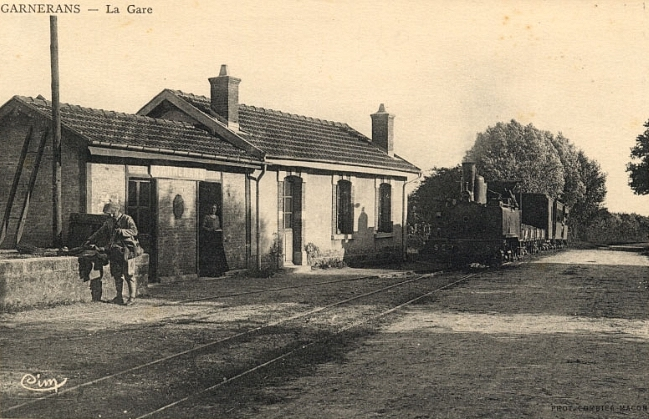
Un train en gare de Garnerans.

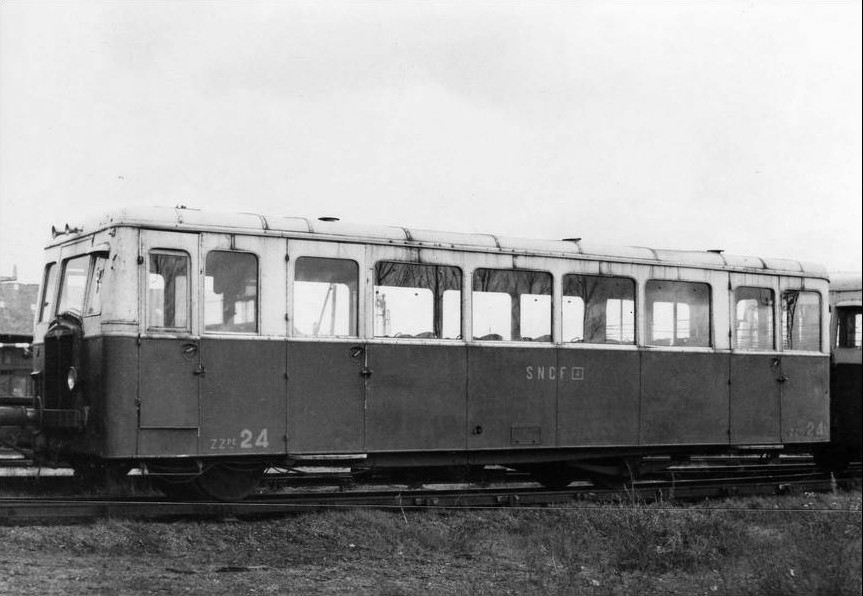
Autorail de Dion-Bouton type MZ de 1934.

Elle modernise le réseau en lançant un programme d'électrification des lignes de montagne :
- Ambérieu-en-Bugey - Cerdon, (25 km),
- Pont-de-Préau - Nantua, (24 km),
- Saint-Martin-du-Frêne - Hauteville, (28 km)

Elle acquiert du matériel roulant supplémentaire:
- automotrices pour les lignes électriques
- autorails pour la ligne de Saint-Trivier-de-Courtes à Cuiseaux
- locotracteurs diésel
- wagons de marchandises pour le réseau

et modernise plusieurs voitures voyageurs

#### Les acquisitions de la régie des tramways de l'Ain

##### Compagnie du chemin de fer de Marlieux à Châtillon (MC)

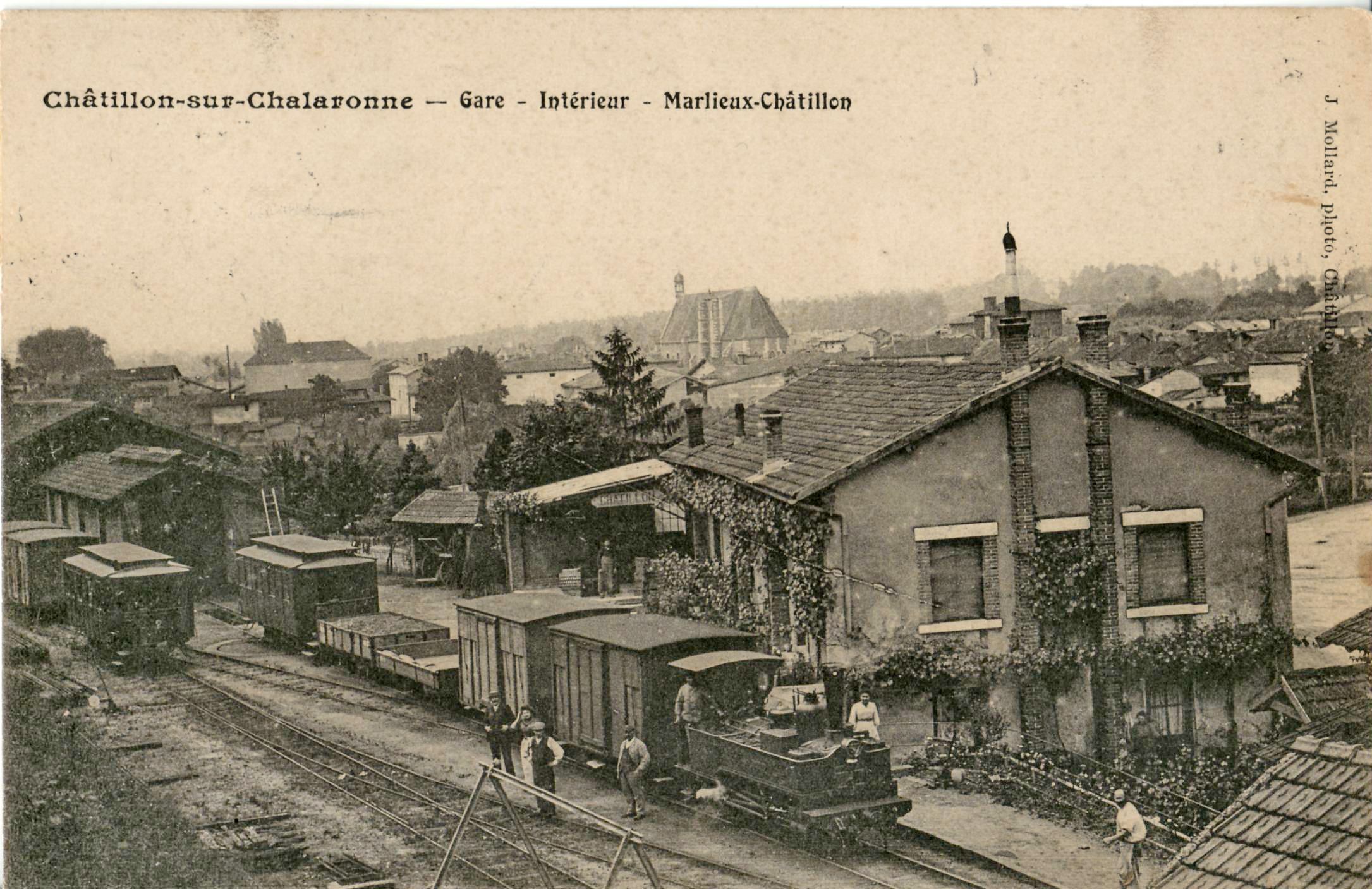
La gare de Châtillon-sur-Chalaronne, vers 1910

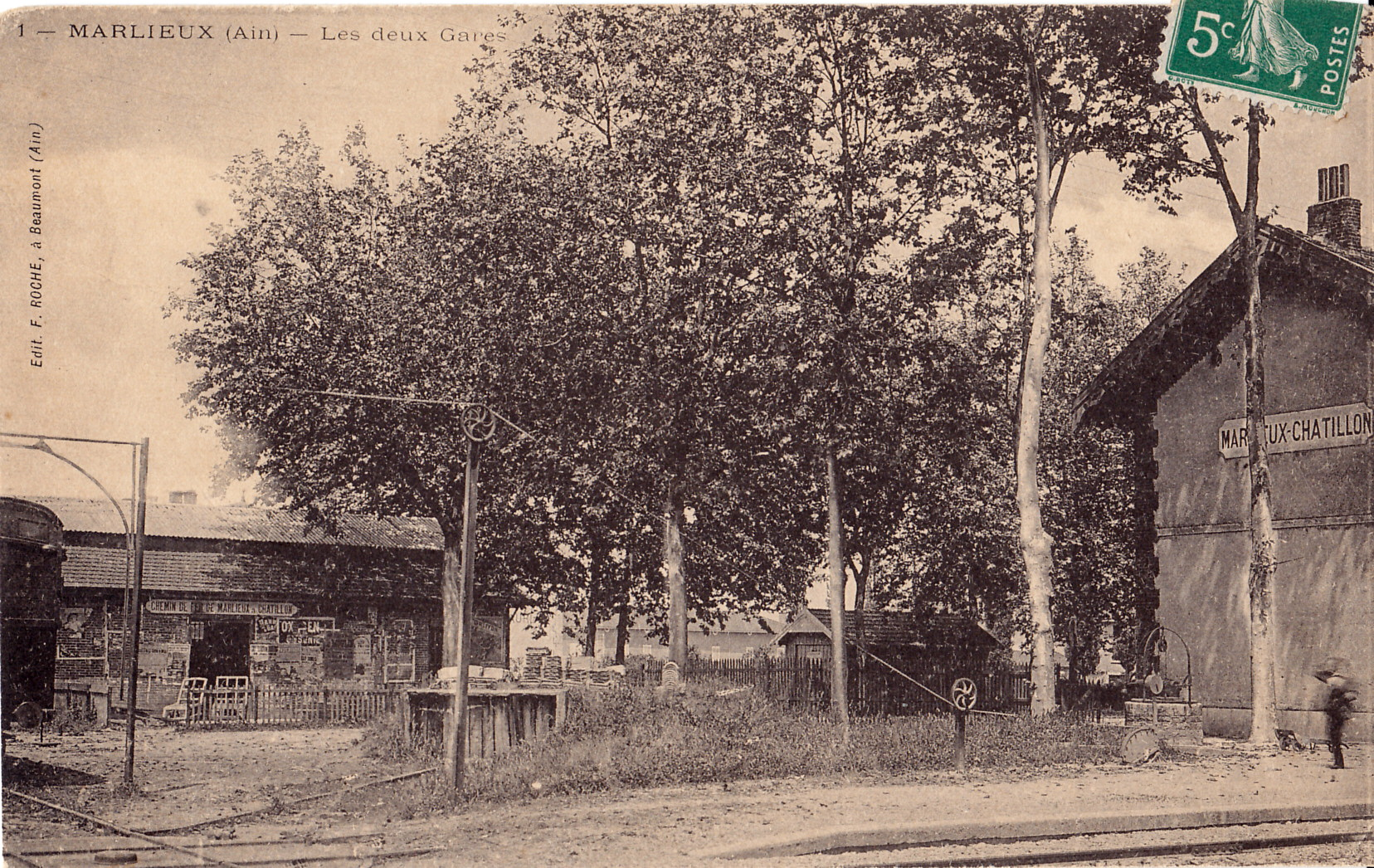
La gare de Marlieux - Châtillon avant la Première Guerre mondiale.
Au premier plan, les quais du PLM, au second plan la gare du MC.

Cette compagnie ouvre le 15 août 1879, à l'initiative de messieurs Clément-Desormes et de Raclet, une ligne entre Marlieux (sur la ligne Lyon - Bourg-en-Bresse)  et Châtillon-sur-Chalaronne, longue de 11,375 km en voie métrique, ce qui est une première dans le département de l'Ain, mais aussi en France pour cet écartement.
Concédée le 29 septembre 1875, couta 55 000 francs par kilomètre et fut subventionnée à hauteur de 363 357,75 francs, payés par l'État, le Département, la Compagnie des Dombes et des chemins de fer du Sud-Est, les localités et particuliers intéressés.
La compagnie est absorbée en 1891 par la Compagnie nationale des chemins de fer à voie étroite.
En 1909, la ligne est parcourue par 4 trains réguliers aller-retour par jour en hiver et 5 en été.
La ligne est reprise en 1919 par la Régie départementale des tramways   de l'Ain (RDTA), puis fermée définitivement en 1934, .

##### Tramway de Pont-de-Vaux à Fleurville

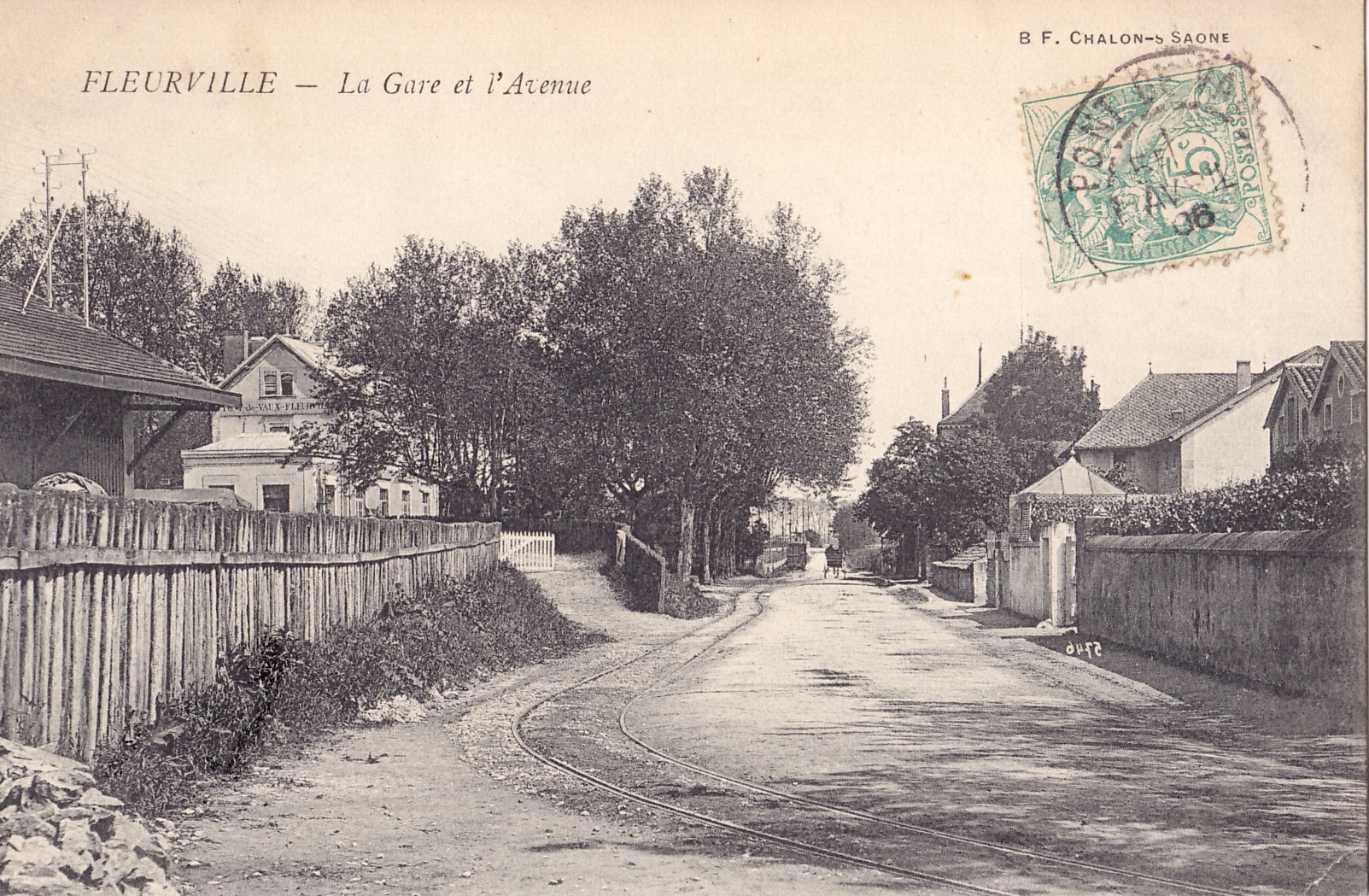
L'origine de la ligne, devant la gare de Fleurville - Pont-de-Vaux.

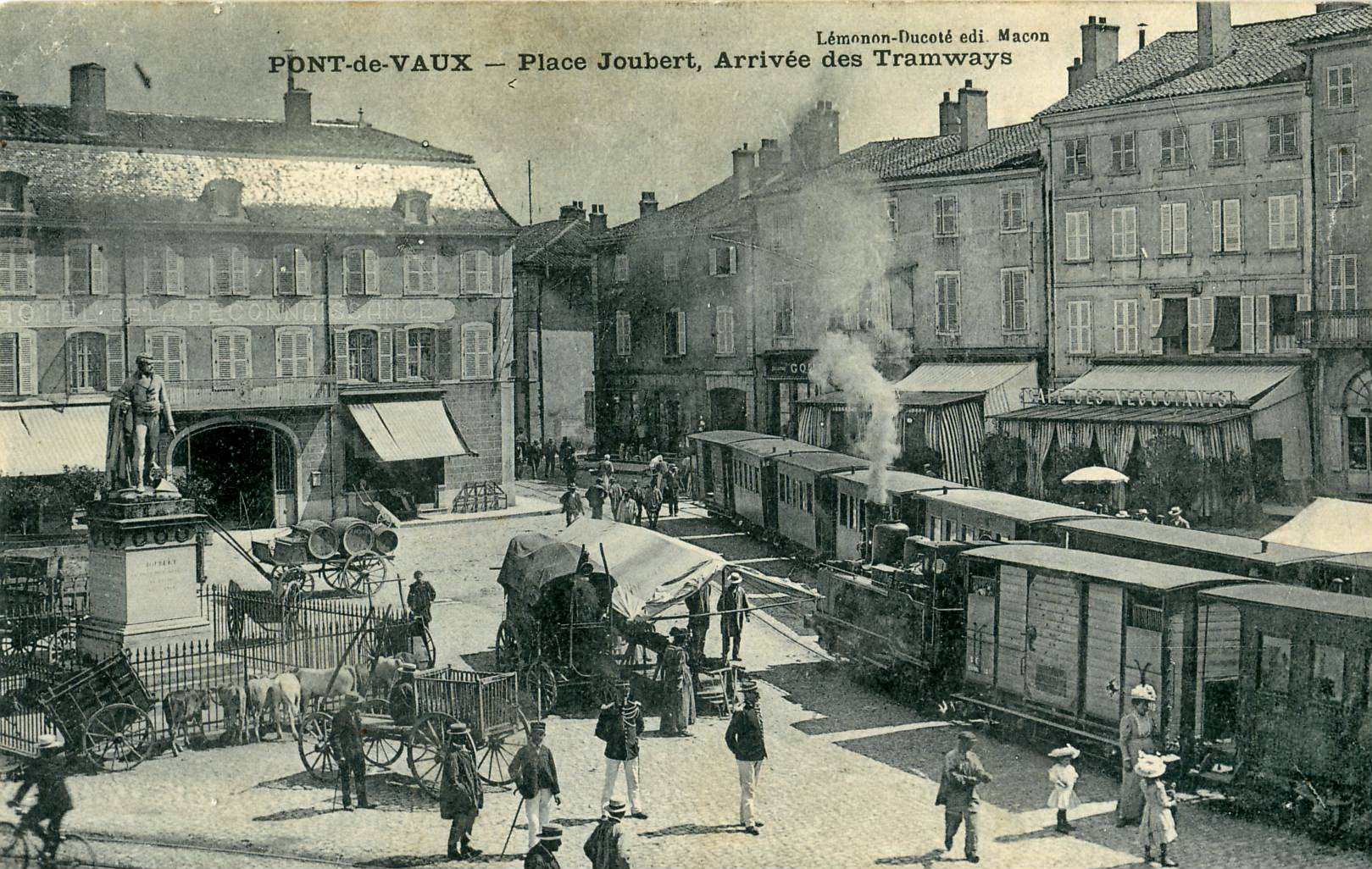
La place de Pont-de-Vaux était fort animée, lors du croisement de deux tramways...
Les deux rames sont sur la ligne de l'ESE reliant Saint-Trivier-de-Courtes à Trévoux, la voie de la ligne de Fleurville est visible au premier plan de la carte postale

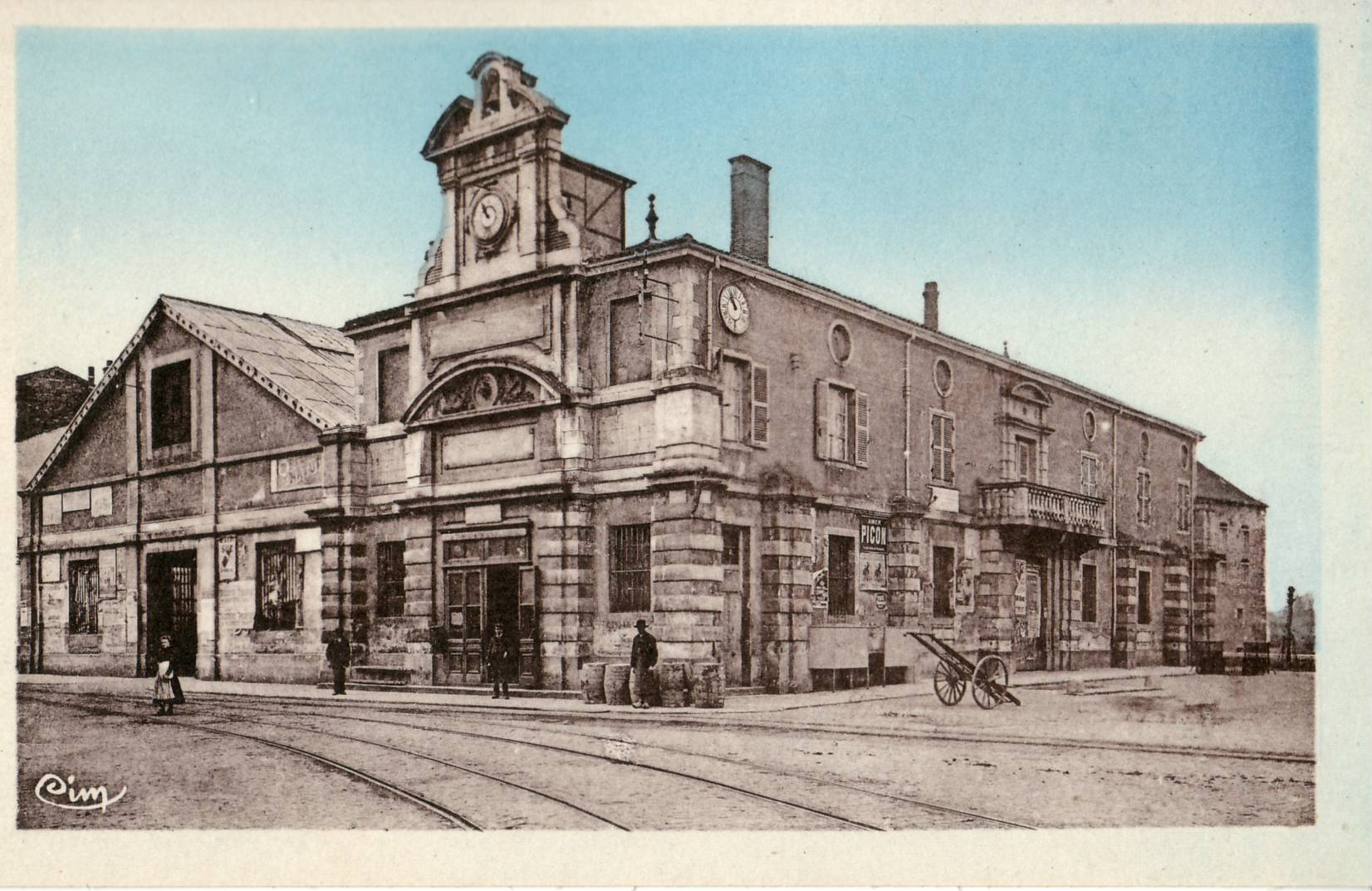
Les halles de Pont-de-Vaux abritaient la gare des TA

La ligne de tramway à vapeur de Pont-de-Vaux à Fleurville, commune située dans le département de Saône-et-Loire, a été concédée par l'État à la ville de Pont-de-Vaux par décret du 17 juin 1897 pour être rétrocédée à M. Cornillon en vertu d'une convention du 20 avril 1897.
L'exploitant, la Compagnie Anonyme du Tramway de Pont-de-Vaux à Fleurville (TPF), ouvre la ligne le 11 décembre 1900, longue de 5 km (dont un en Saône-et-Loire) et construite à voie métrique, afin de raccorder la ville de Pont-de-Vaux à la gare de Pont-de-Vaux-Fleurville (PLM), située à Fleurville, sur la ligne de Paris-Lyon à Marseille-Saint-Charles.
La ligne s'écarte de la gare de Fleurville, franchit la Saône sur un pont reconstruit à cette occasion, puis longe le canal de Pont-de-Vaux, et le franchit à deux reprises, au-dessus de l'écluse et à l'entrée du port de Pont-de-Vaux. Entre les deux, la ligne était établie sur la petite levée du canal, parallèlement à celui-ci et à la route sur l'autre rive.
À la gare de Fleurville se trouvait également le terminus d'une autre ligne de chemin de fer secondaire, le Tacot de Fleurville, reliant, en 35 km, cette ville à Mâcon. Les deux lignes n'étaient pas physiquement reliées, mais les voyageurs pouvaient passer d'un réseau à l'autre,. Des études pour raccorder les deux lignes secondaires furent menées, mais n'aboutirent pas pour des raisons économiques, interdisant de fait au tramway d'assurer un trafic marchandises.
À Pont-de-Vaux, la ligne était connectée à la ligne de l'ESE reliant Saint-Trivier-de-Courtes à Trévoux.
La ligne est intégrée  le 1er avril 1920 à la Régie départementale des tramways de l'Ain , puis fermée définitivement le 15 avril 1936,.

###### Exploitation

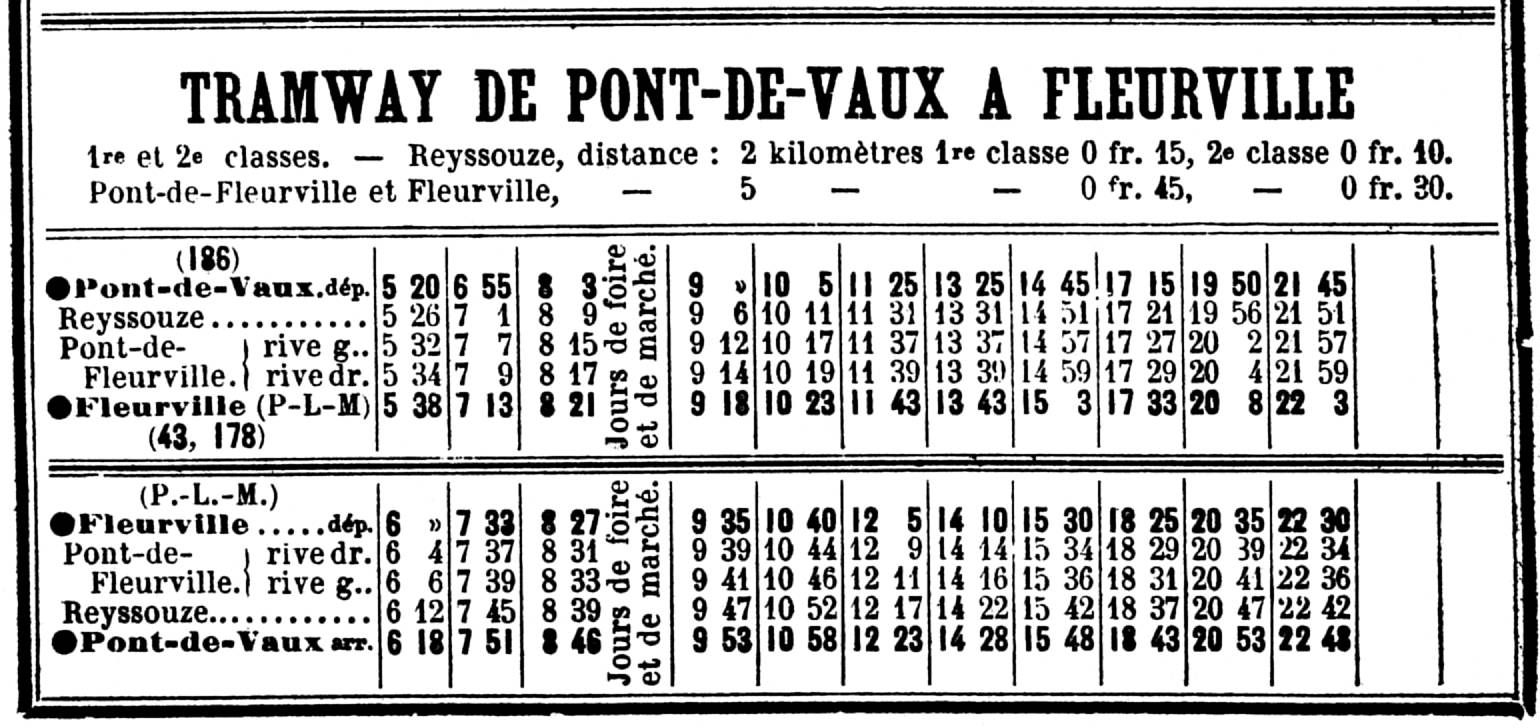
Horaires de la ligne en mai 1914

En mai 1914, la ligne était parcourue par 11 trains dans chaque sens (dont un uniquement les jours de foires et marchés) en 18 minutes. Ils marquaient trois arrêts intermédiaires, l'un à Reyssouze et les deux autres de part et d'autre de la Saône, au pont de Fleurville.
La compagnie ne disposait pas de bâtiments pour les gares. Son terminus de Fleurville était sur la route située devant la gare de Pont-de-Vaux-Fleurville (PLM) et, sur la place de Pont-de-Vaux, où elle partageait un kiosque de vente avec l'ESE dans les halles du marché
Le Préfet notait en 1909 que « l'exploitation de cette ligne donne lieu à de nombreuses réclamations notamment en ce qui concerne les retards et les correspondances des trains. Cette situation est due à l'insuffisance du nombre des machines qui ne permet pas toujours d'effectuer en temps 
utile les réparations nécessaires ». La situation s'aggrave, et le Préfet indique au Conseil général que, « en raison du mauvais état de la voie et des machines, 
l'exploitation de cette ligne s'est effectuée en 1909 dans des conditions déplorables et a dû être interrompue le 25 juillet 1909 à la suite d'un déraillement survenu sur le pont métalliquede la Saône à Fleurville. Des trois machines que possédait la Compagnie, "l'une était au 
levage et n'avait plus d'essieux utilisables, la seconde à la suite d'un accident avait un essieu faussé et se trouvait en réparation ; quant à la troisième, elle fut mise hors d'usage après le déraillement précité sur le pont de Fleurville" ».
L'équilibre économique de l'exploitation est délicat, et en 1905, 1906 et 1908,1909, 1910, les dépenses excèdent les recettes. L'État et la commune évoquent dès 1910 une déchéance du concessionnaire,, à la suite du déraillement du 25 juillet 1909. La compagnie est effectivement mise sous séquestre par arrêté du 5 octobre 1909, qui nommait le chef des services de l'exploitation de l'ESE administrateur du séquestre. La commune de Pont-de-Vaux rachète la concession en 1913, et en confie l'exploitation à titre définitif à l'ESE.

###### Matériel roulant
La compagnie avait acquis :
- deux locomotives type 030T fournies par Buffaud & Robatel, numérotées 1 et 2, d'un poids à vide de 10 tonnes, et 12,5 tonnes en charge, et une chaudière timbrée à 15 atmosphères[33]
- une locomotive type 030T fabriquée par les Ateliers Sornin, à la Clayette (Saône et Loire)
- 2 voitures mixtes,
- 2 voitures à 2 essieux
- 10 fourgons ou wagons[34]. Leur gabarit en largeur était fixé à 2,10 m[25]

##### Compagnie du tramway de Gex à Ferney-Voltaire (GF)

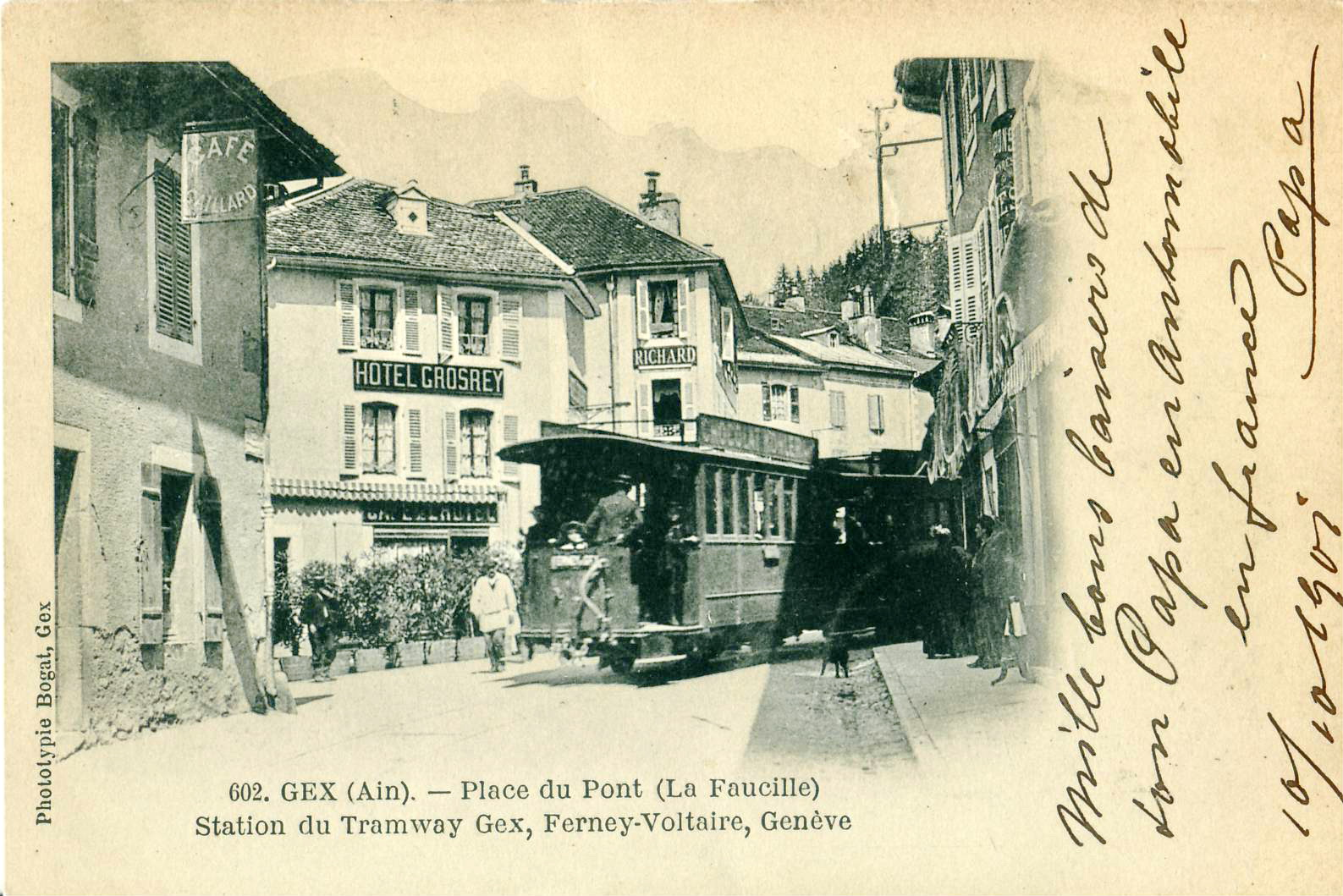
Rame du tramway au terminus de Gex

Cette ligne, établie en accotement sur la route nationale 5, avait une longueur de 9,859 km
Elle a été concédée au département de l'Ain pour être rétrocédée à MM. Richard, Regad et Dupont, auxquels s'est substitué la Société anonyme du tramway de Gex à Ferney (Décret du 15 juin 1901)
Cette compagnie ouvre la ligne le 21 juillet 1900, une ligne   de tramway  entre Gex et Ferney-Voltaire. La concession prévoit 4 trains réguliers par jour l'hiver et 6 trains en été, auxquels se rajoutent des trains supplémentaires, les samedis et dimanche d'été.
La ligne est reprise en 1920 par la Régie départementale des tramways de l'Ain (RDTA), puis fermée définitivement en 1932.

##### Compagnie des chemins de fer du Haut Rhône (HR)
Cette compagnie ouvre une ligne entre Brégnier-Cordon et Sault-Brénaz en 1911-1912. Cette ligne est longue de 35 km et construite à voie normale pour se connecter avec la ligne 16 de l'OTL (Ligne de Lyon à La Balme).
Cette ligne est définitivement fermée en 1939.

### La fin du service ferroviaire

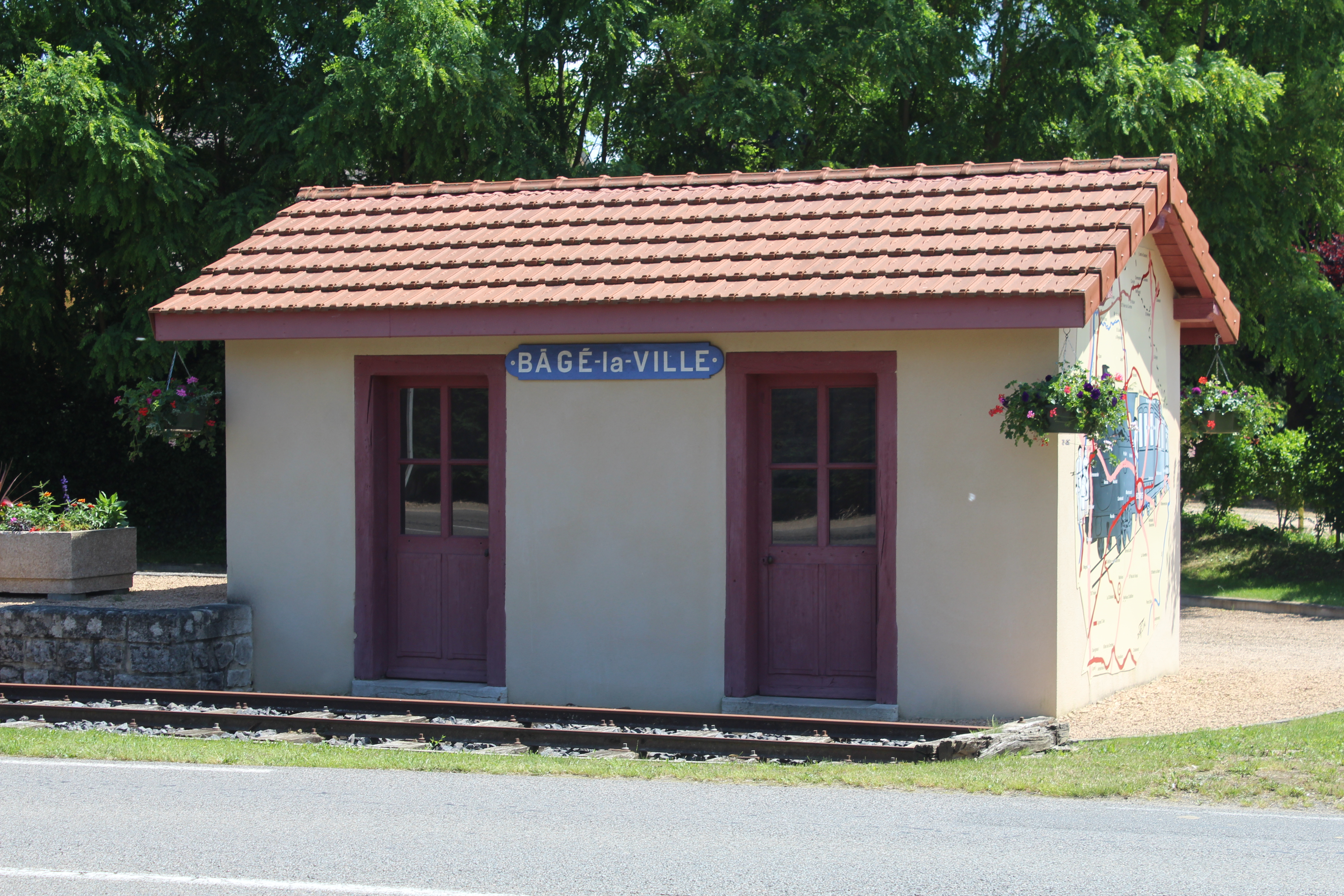
Ancienne gare de Bâgé-la-Ville.

Le Conseil général décide, dès 1932, les premières suppressions du service ferroviaire du réseau de la RDTA : 
- Gex - Ferney (10 km) le 15 juin 1932 (exploitation par autocar)
- Virieu-le-Grand - Ruffieu (23 km) le 1er avril 1934 (exploitation par autocar privé)
- Marlieux - Châtillon-sur-Chalaronne (12 km) le 1er mars 34 (Exploitation abandonnée)
- Saint-Jean-le-Vieux - Pont-d'Ain (6 km) le 1er mars 34 (service abandonné puis assuré par autocar privé)
- Trévoux - La Madeleine via Thoissey (51 km) le 1er février 1936 (Trafic voyageurs assuré par autocars privé, trafic messagerie maintenu)
- Saint-Laurent-les-Mâcon - Saint-Trivier-de-Courtes (34 km) le 15 mai 1936 (service assuré par des autocars de la RDTA)
- Pont-de-Vaux - Fleurville (5 km) le 15 mai 1936 (service assuré par des autocars de la RDTA)
- La Madeleine - Moulin-des-Ponts (42 km) le 15 mai 1936 (service assuré par des autocars de la RDTA)
- Ars - Ambérieu-en-Bugey (49 km) le 1er décembre 1937 (service assuré par des autocars de la RDTA)
- Bourg-en-Bresse - Villefranche (51 km) le 1er janvier 1938 (service assuré par des autocars de la RDTA)
- Bourg-en-Bresse - Moulin-des-Ponts (35 km) 17 mars 1938 (service assuré par des autocars de la RDTA)
- Saint-Trivier-de-Courtes à Cuiseaux (30 km) le 1er avril 1938 (service assuré par des autocars de la RDTA)[35]

Le préfet note, en 1938, que la suppression du trafic ferroviaire et son remplacement par une desserte en autocars de la ligne de Cuiseaux à St-Trivier-de-Courtes a permis à la RDTA de faire des économies importantes, en ramenant le déficit de cette ligne prévu pour l'année de 215 800 francs à 144 100 francs.
En 1939, le réseau ferroviaire des tramways de l'Ain se limite aux lignes électrifiées soit : 
- Ambérieu-Cerdon ;
- Ambérieu - Saint Martin du Fresne - Nantua ;
- Saint Martin du Fresne - Hauteville ;

Ces lignes disparaitront entre 1951 et 1954.

### Aujourd'hui: la régie départementale des transports de l'Ain
Aujourd'hui la RDTA existe toujours, sous la forme d'un établissement public à caractère industriel et commercial du Département. Elle exploite 150 autobus et autocars sur les lignes routières du département, effectuant les transports scolaires, des services réguliers de cars, des services touristiques. Depuis 2020, la Région, en tant qu'autorité organisatrice, exploite le réseau. 
En 2021, la RDTA a réceptionné dix nouveaux autobus de type MAN Lion's City dont sept articulés et trois standards. Ils seront utilisés sur les lignes F, 66 et 68 des Transports publics genevois TPG .

## Autres lignes du département de l'Ain
Il existait également trois autres sections de lignes appartenant à d'autres compagnies :
- Une ligne de  20 km, de Bellegarde à Chézery, construite à voie métrique  et ouverte en 1912 par la Compagnie du chemin de fer d'intéret local de Bellegarde à Chézery, fermée en 1937.

- Une section de 18 km, de la ligne 17 (Lyon - Quai Jules Courmont - Montluel), construite à voie normale et exploitée par  la  compagnie des Omnibus et Tramways de Lyon (OTL).
- Un court tronçon de 1,713 km à voie métrique, de la ligne 7 (Chantepoulet - Ferney), de la Compagnie genevoise des tramways électriques, entre Ferney-Voltaire et la frontière Suisse. Cette ligne, à traction électrique, concédée au département par décret du 12 août 1889, et rétrocédée à MM. David Annevelle et Cie[38], est ouverte le 1er juillet 1890 et fermée le 1er février 1938. 
Si la concession prévoyait la circulation de 14 rames par jour, le service d'été 1908 atteignait 31 circulations[3].

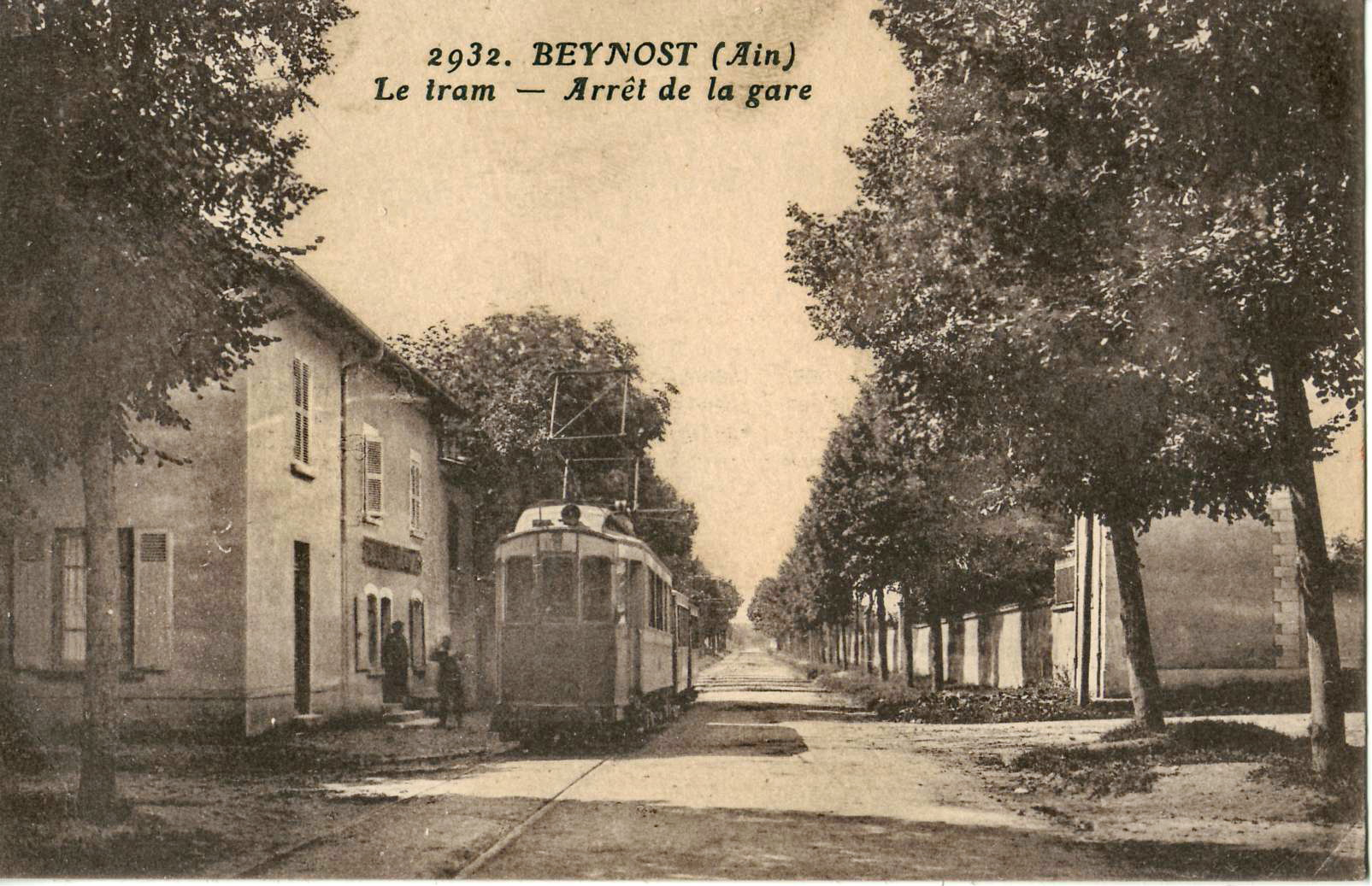
Tramway de la compagnie OTL sur la ligne 17 Lyon - Montluel.
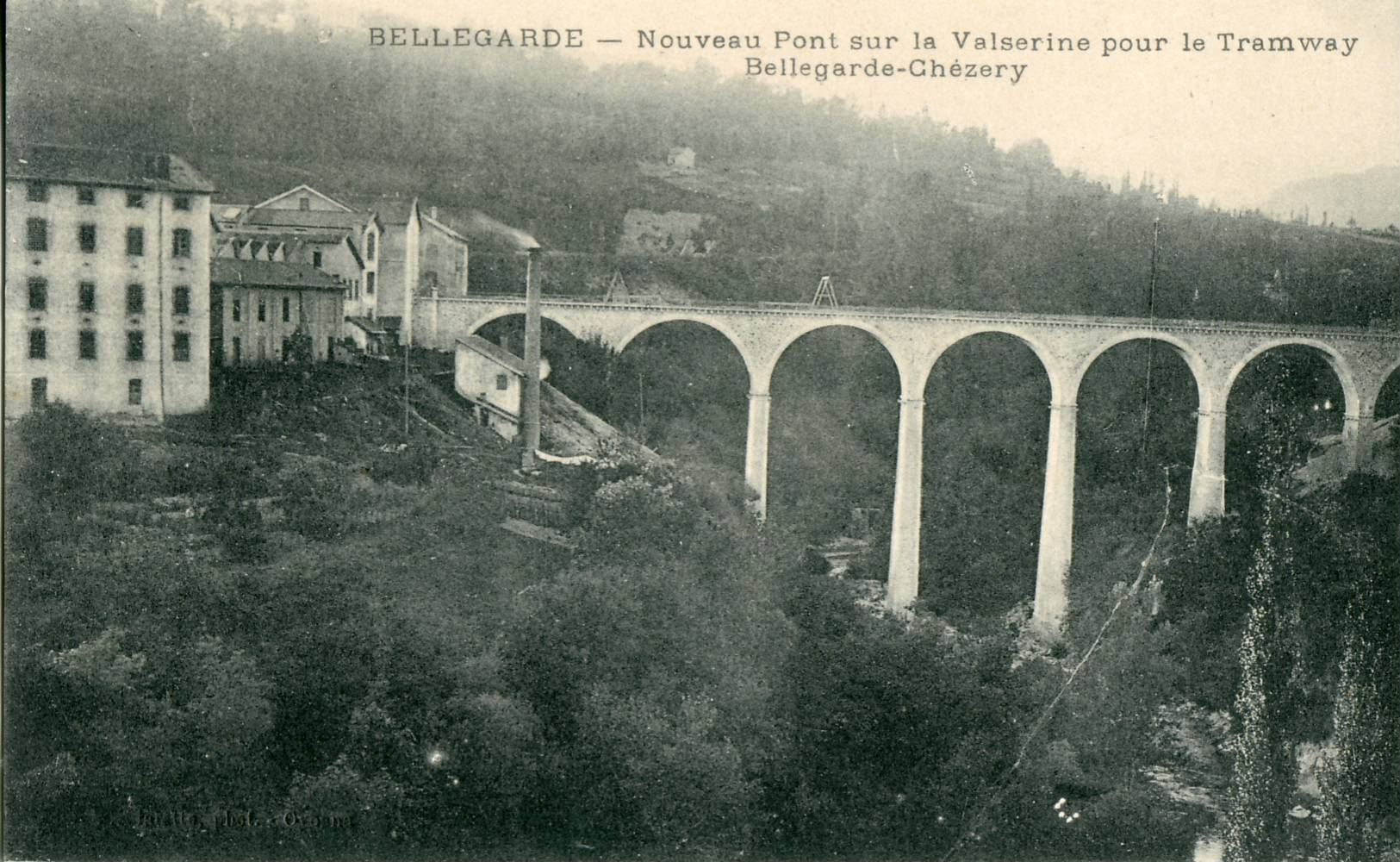
Le viaduc de Bellegarde